# Перелік античних театрів і цирків
Неповний перелік античних споруд для проведення масових заходів, куди увійшли існуючі у наш час руїни театрів, одеонів, амфітеатрів, стадіонів та цирків (іподромів) за сучасним розподілом країн.

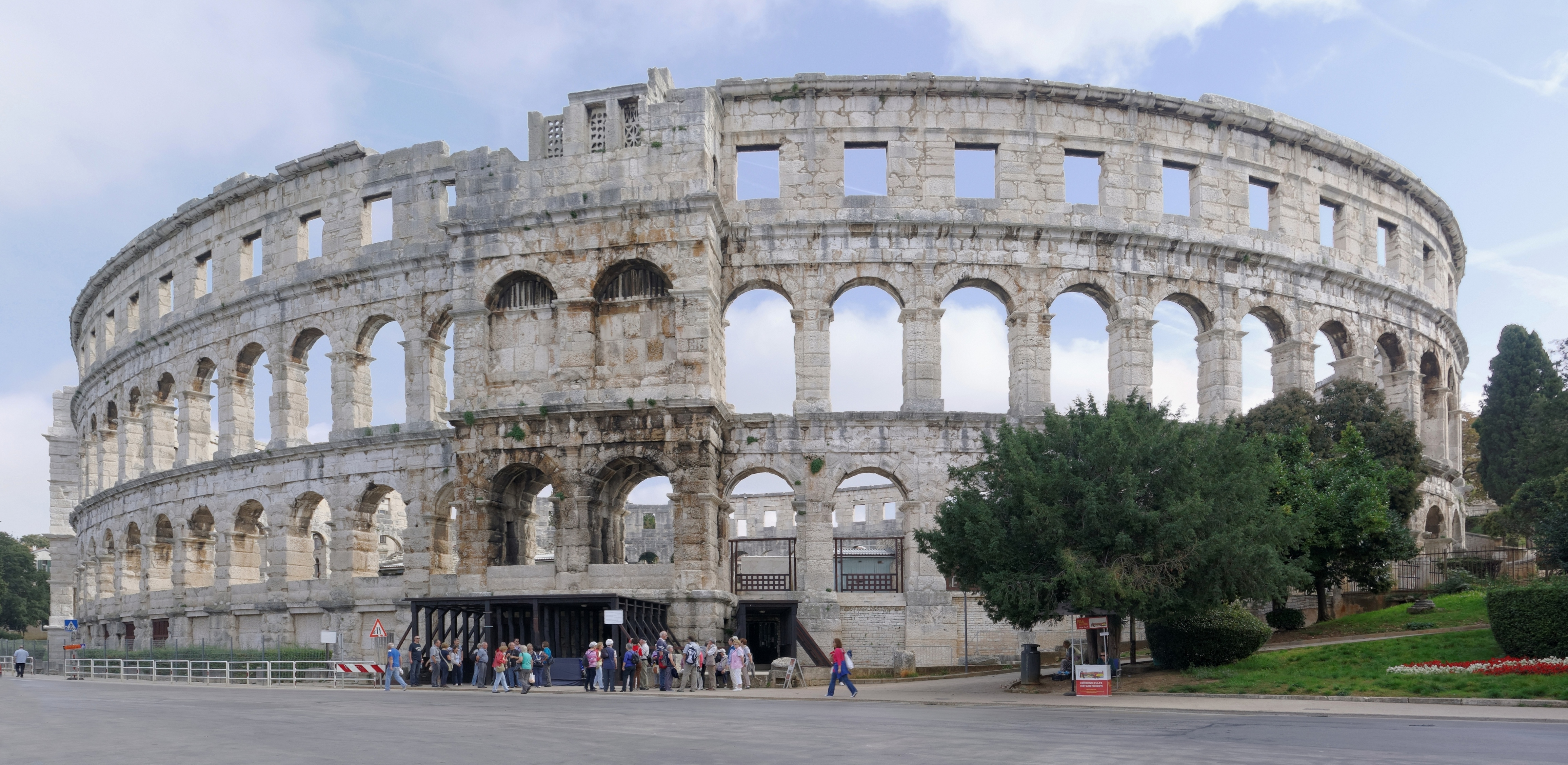
Амфітеатр, Пула, Хорватія

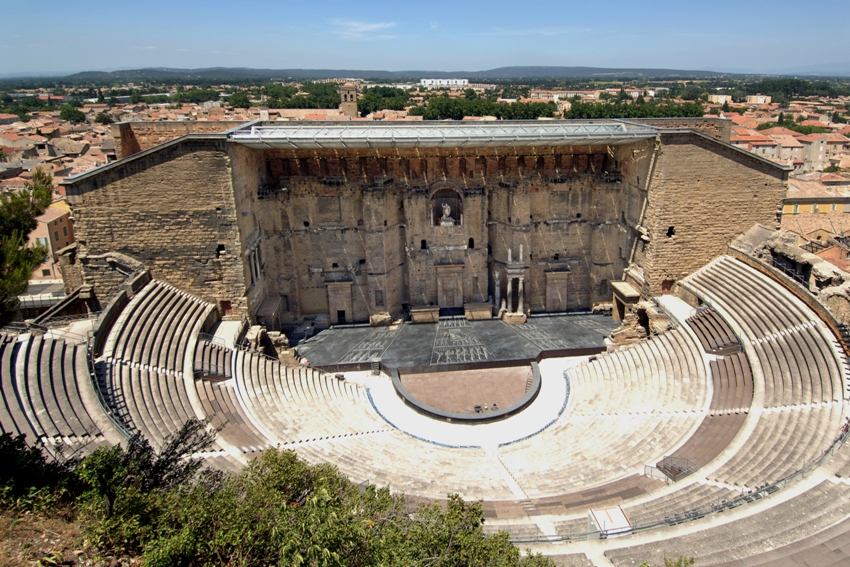
Римський театр (Оранж), Франція

## Албанія
- Амфітеатр у Дурресі
- Театр у Бутринті

## Алжир

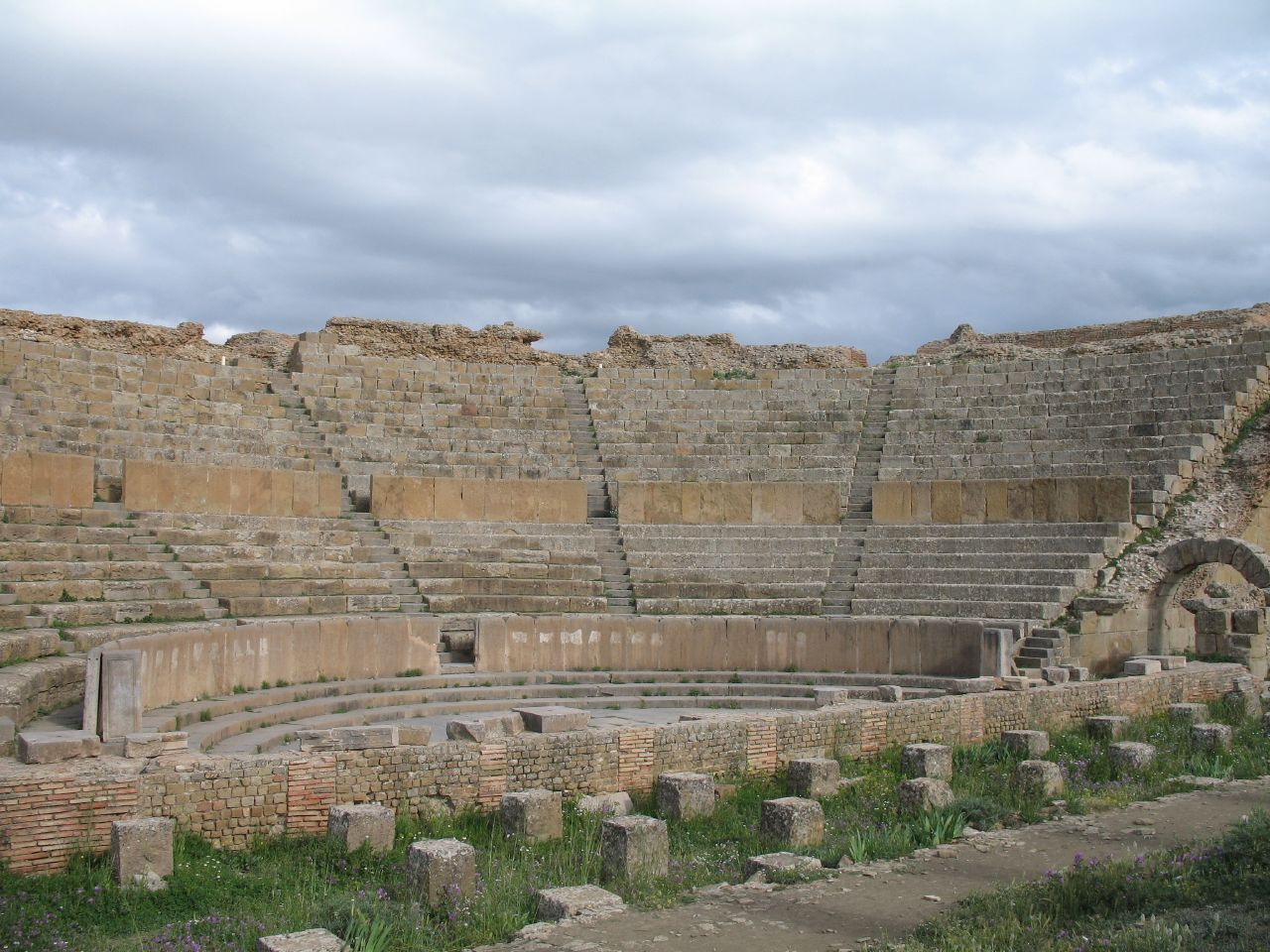
Театр (Тімгад)

- Театр у Тімгаді
- Театр у Джемілі
- Театр у Тіпасі
- Театр у Шершелі

## Англія
- арена (м. Лондон, руїни)
- арена (м.Честер)
- арена (м.Сіренчестер)

## Греція
- Театр Діоніса (Афіни)
- Театр в Епідаврі
- Одеон Ірода Аттичного (Афіни)
- Одеон Перікла (Афіни)
- Театр у Філіппах (Македонія)

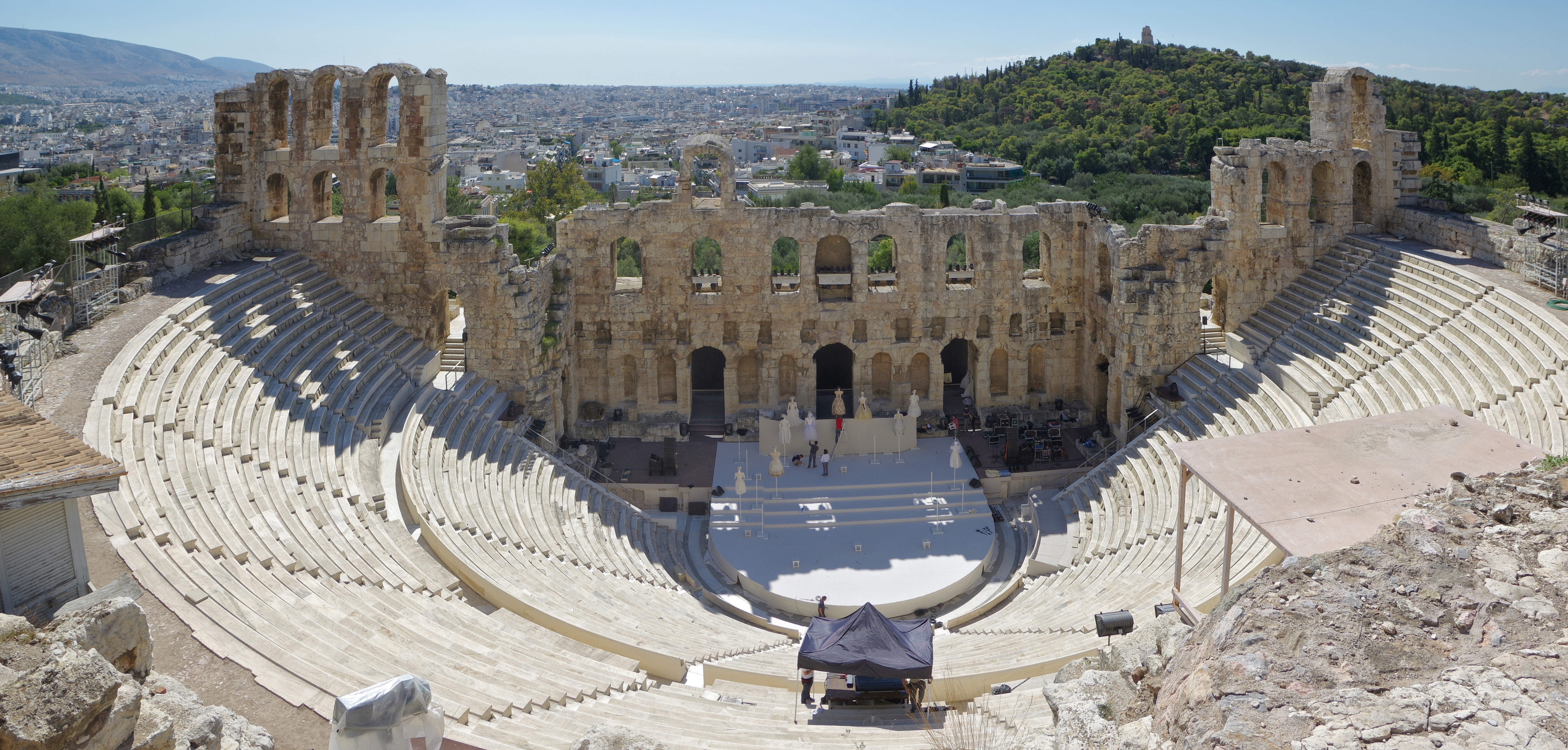
Одеон Ірода Аттичного в Афінах
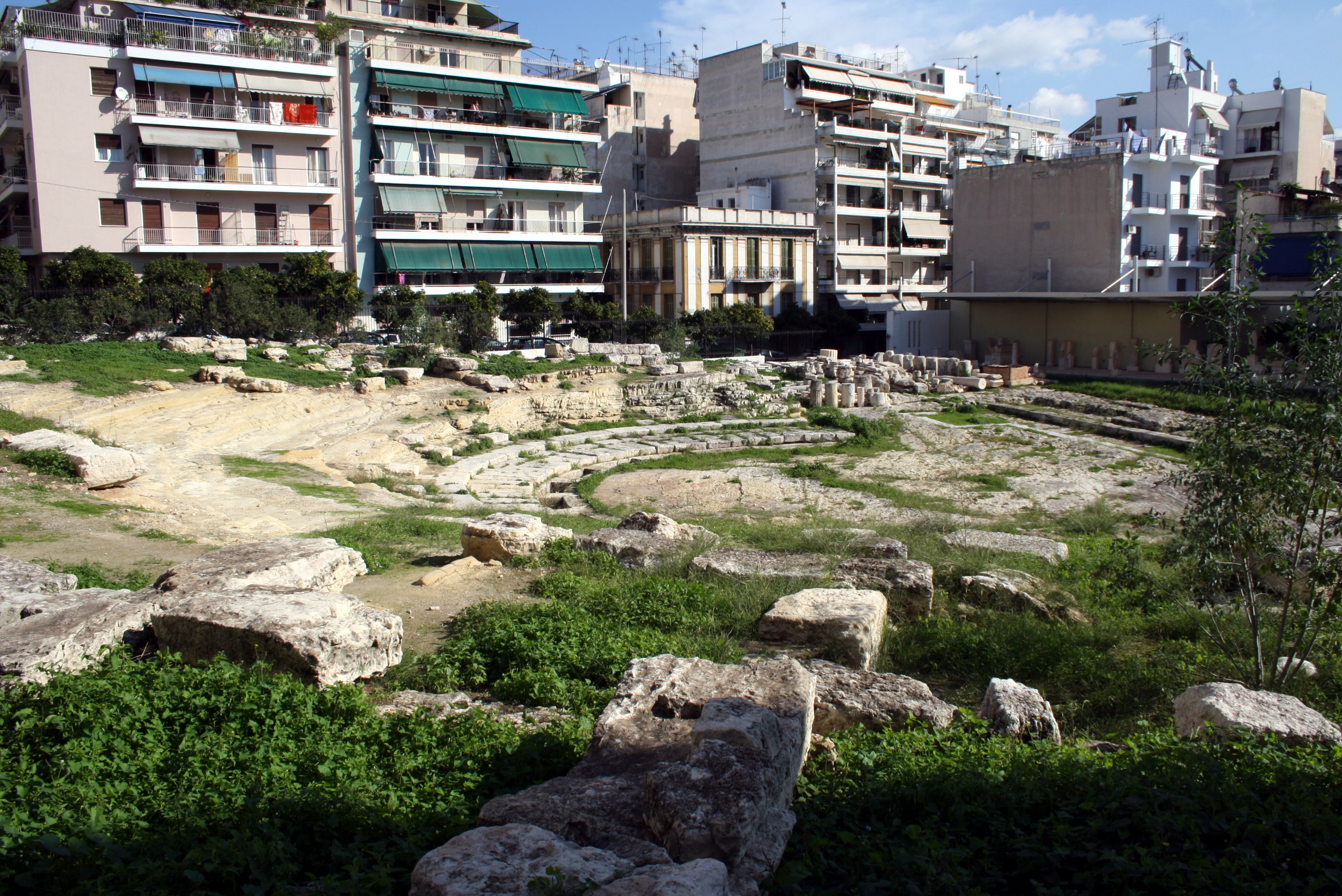
Театр в Піреї, залишки
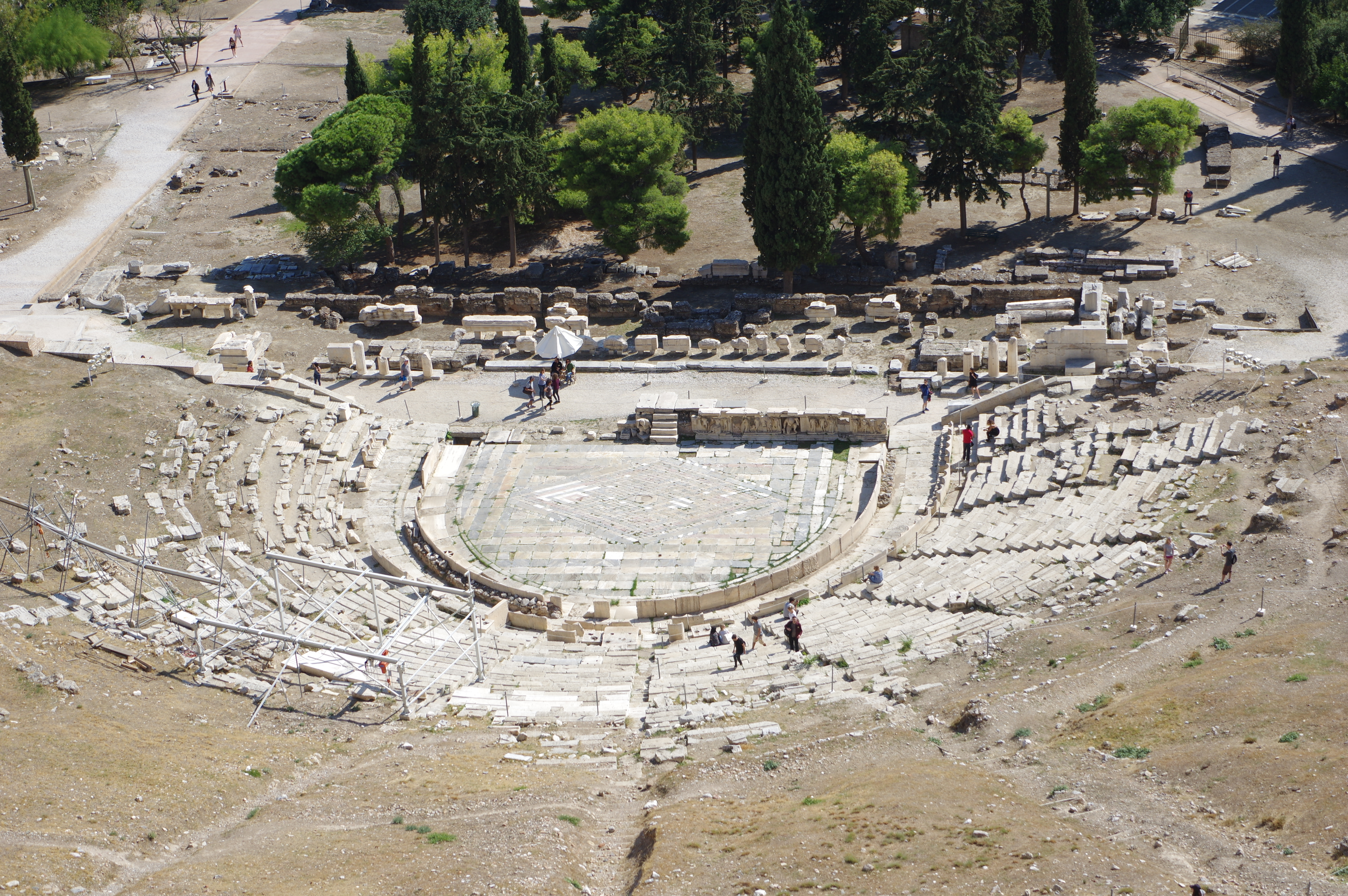
Театр Діоніса в Афінах, залишки
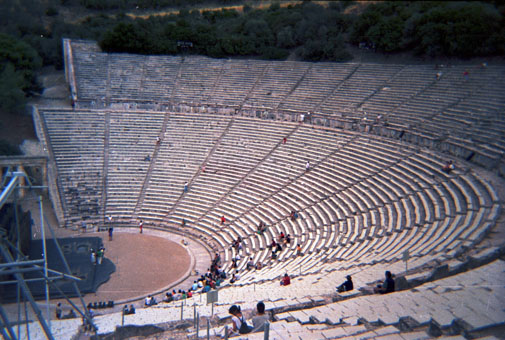
Театр в Епідаврі

## Арабська Республіка Єгипет
- Одеон у Александрії Єгипетській

## Італія
- Колізей (амфітеатр Флавіїв, Рим)
- Театр Марцелла (Рим)
- Театр Помпея (Рим)
- Цирк Максенція (Рим)
- Циркус Максимус (Рим)
- Театр у Остії
- Амфітеатр у Вероні
- Римський театр у Вероні
- Римський театр у Неаполі

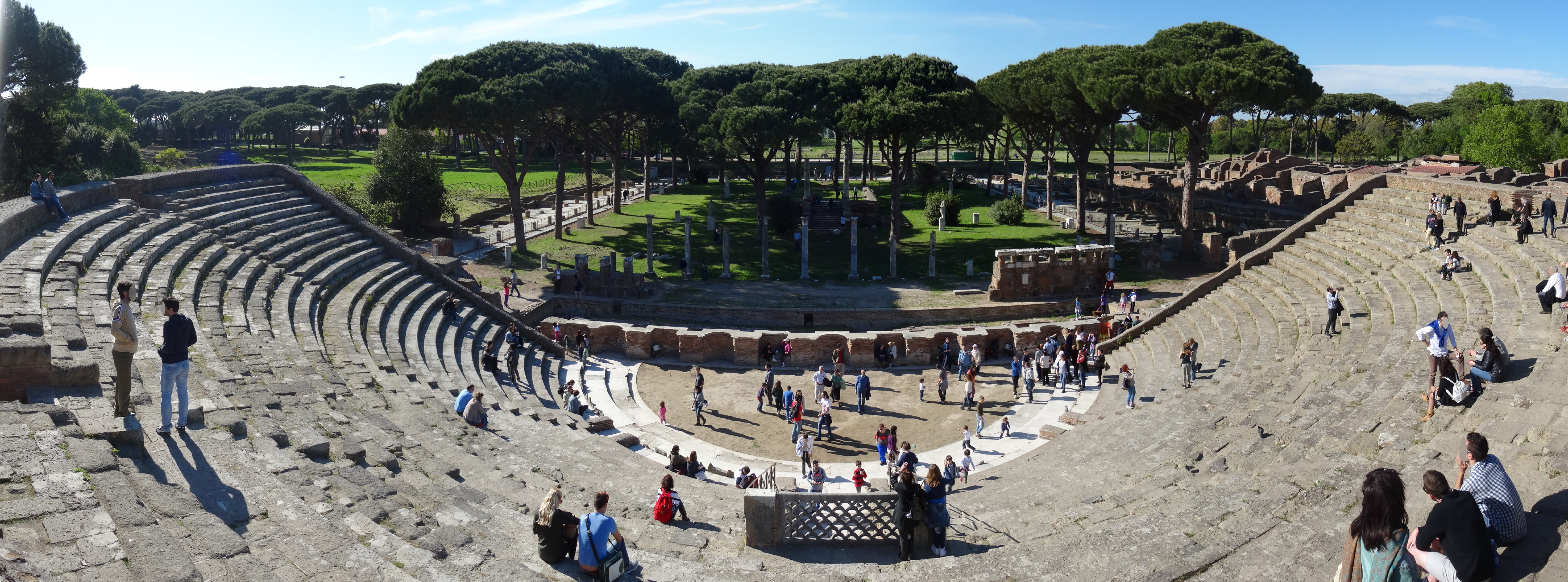
Театр (антична Остія)

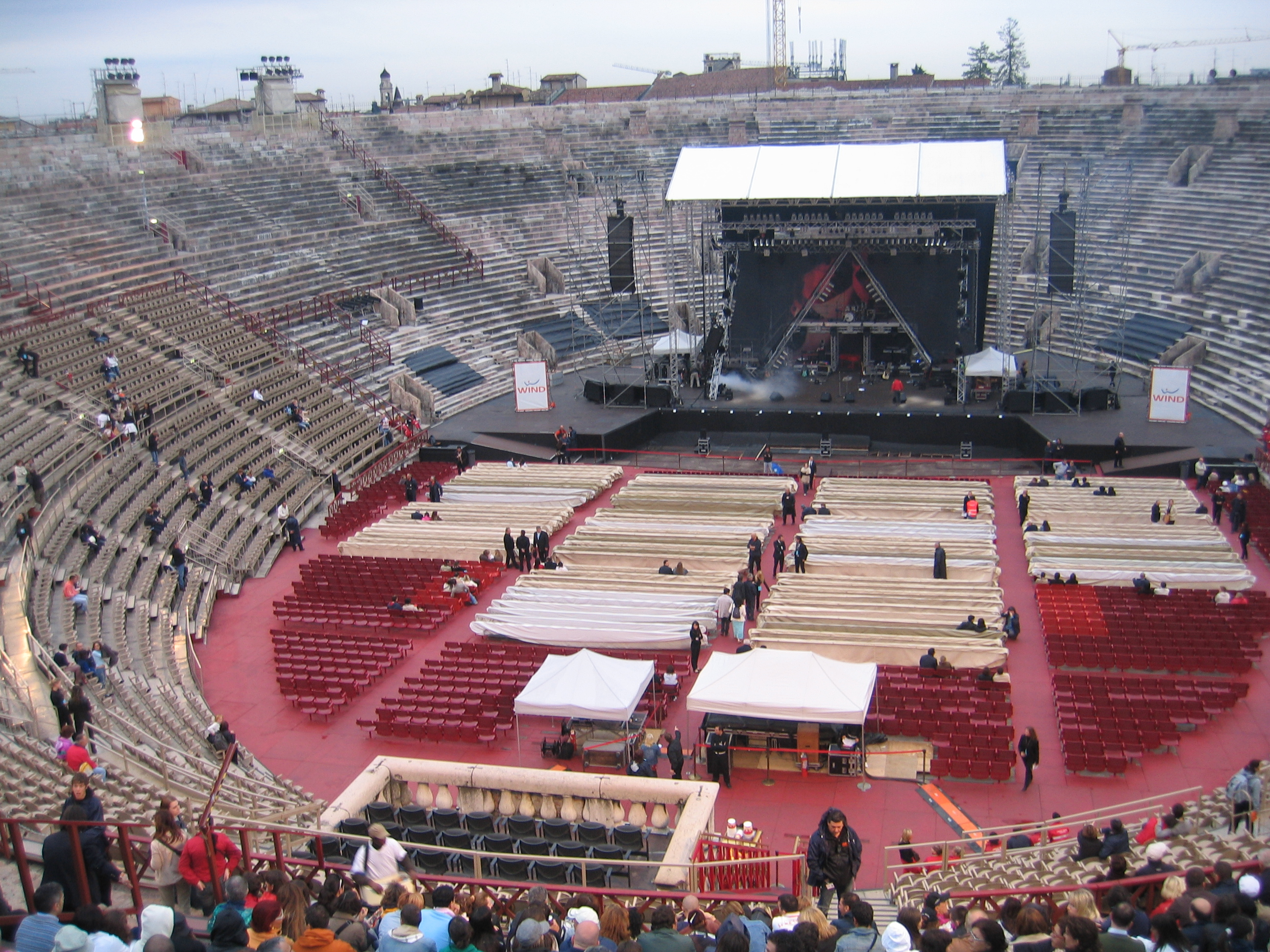
Амфітеатр у м. Верона, сучасне використання, 2008 рік

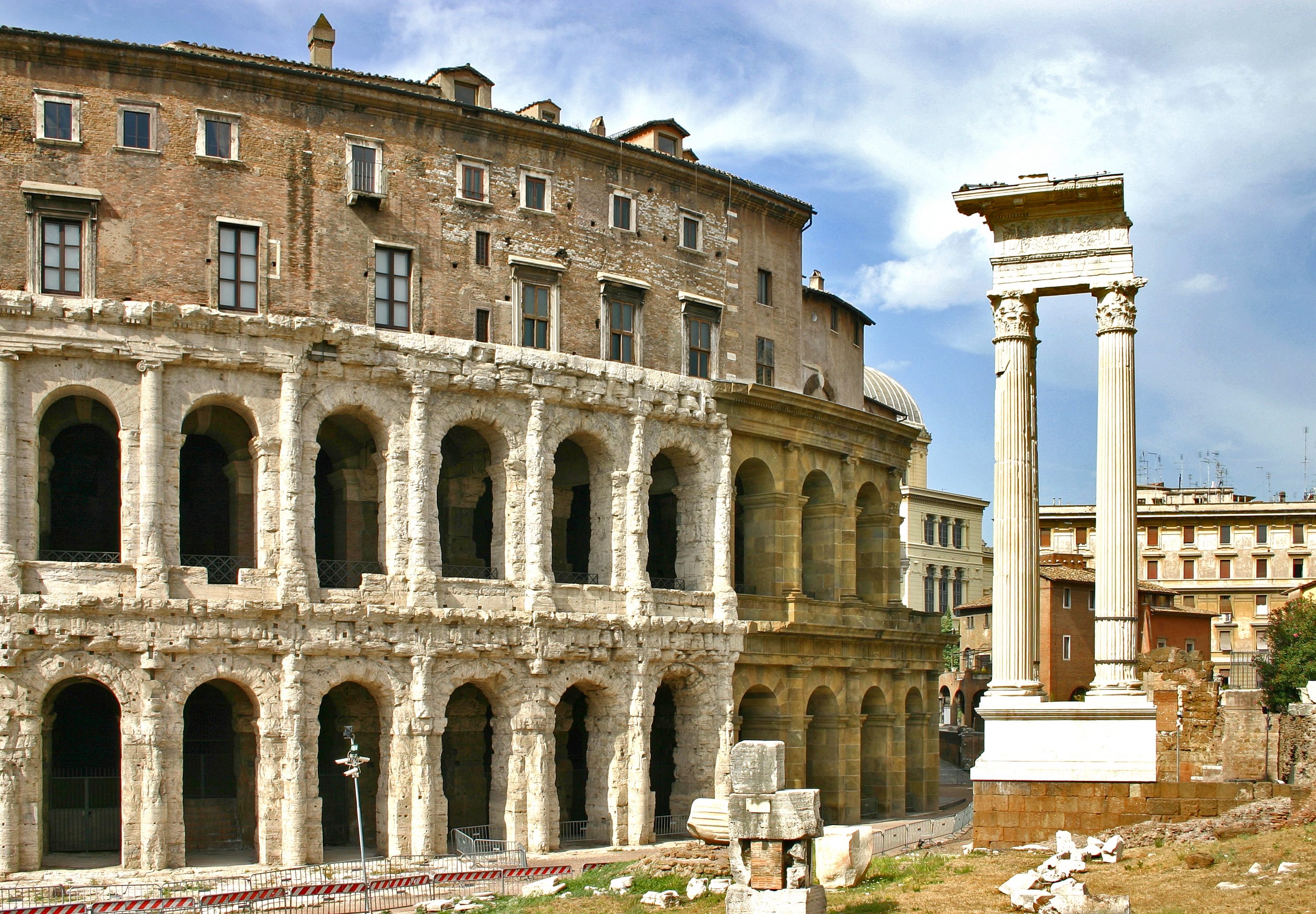
Залишки театра Марцелла у Римі і пізні добудови, на 2005 рік

- Театр у Геркуланумі (під Неаполем)
- Амфітеатр у Помпеях
- Одеон у Помпеях
- Театр у Помпеях
- Театр у Больсені
- Грецький театр у Сіракузах
- Наумахія у Таорміні
- Одеон у Таорміні
- Театр у Таорміні
- Театр у Тіндарі (Сицилія)
- Амфітеатр у Катанії (Сицилія)

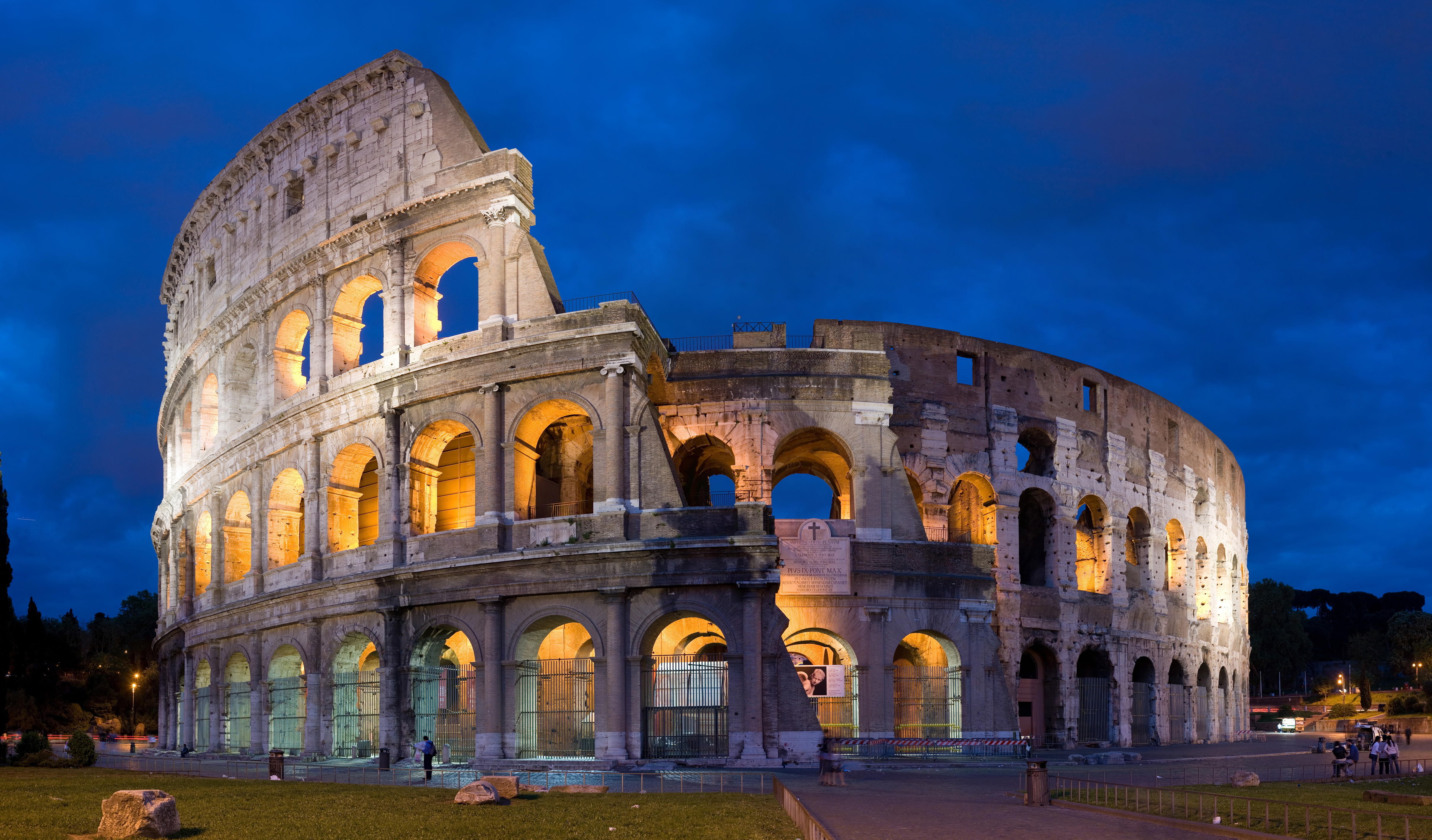
Колізей
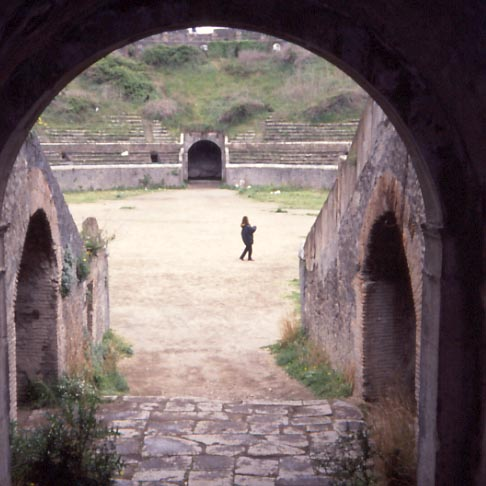
Помпеї. Амфітеатр.
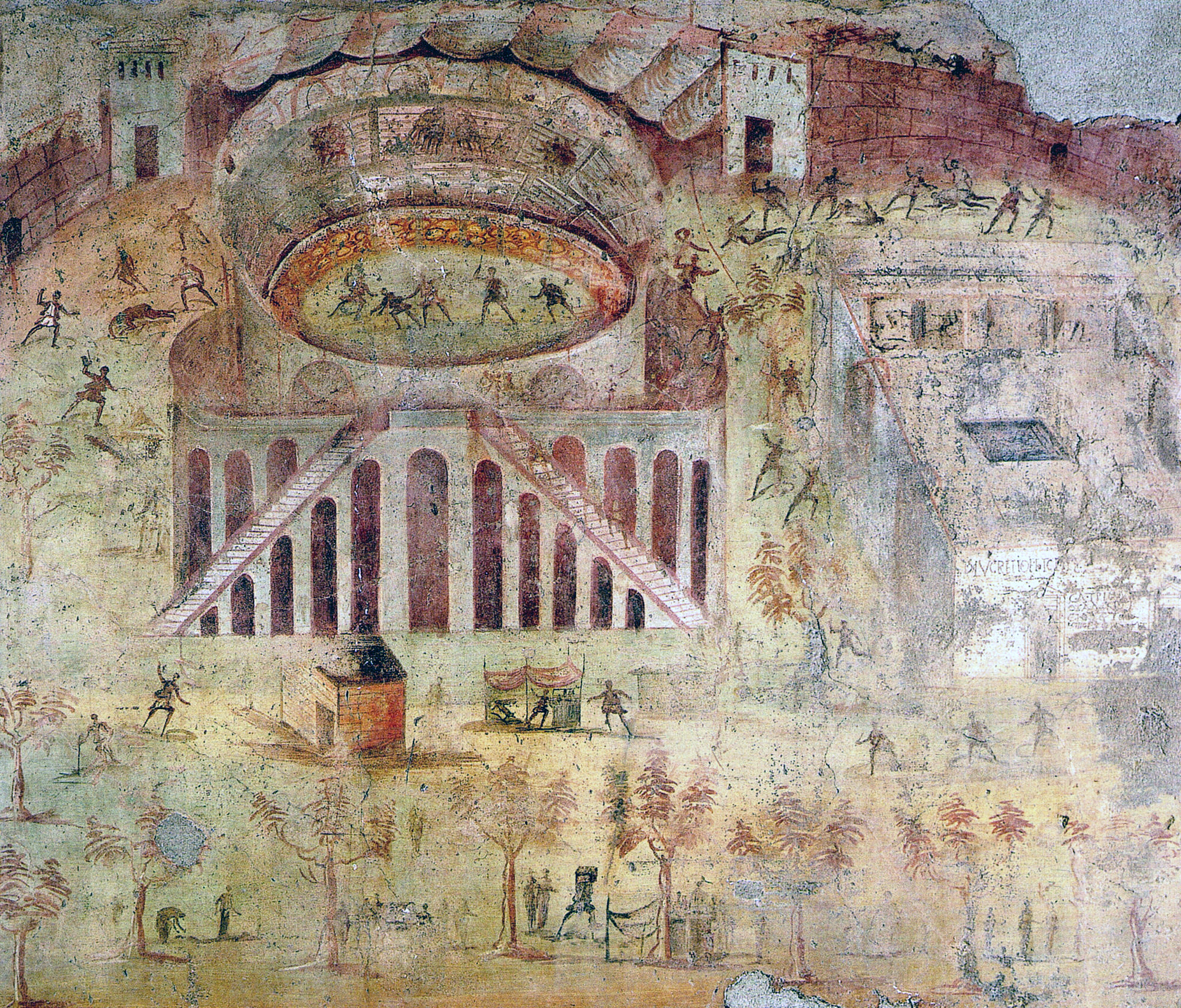
Фреска « Амфітеатр у Помпеях »
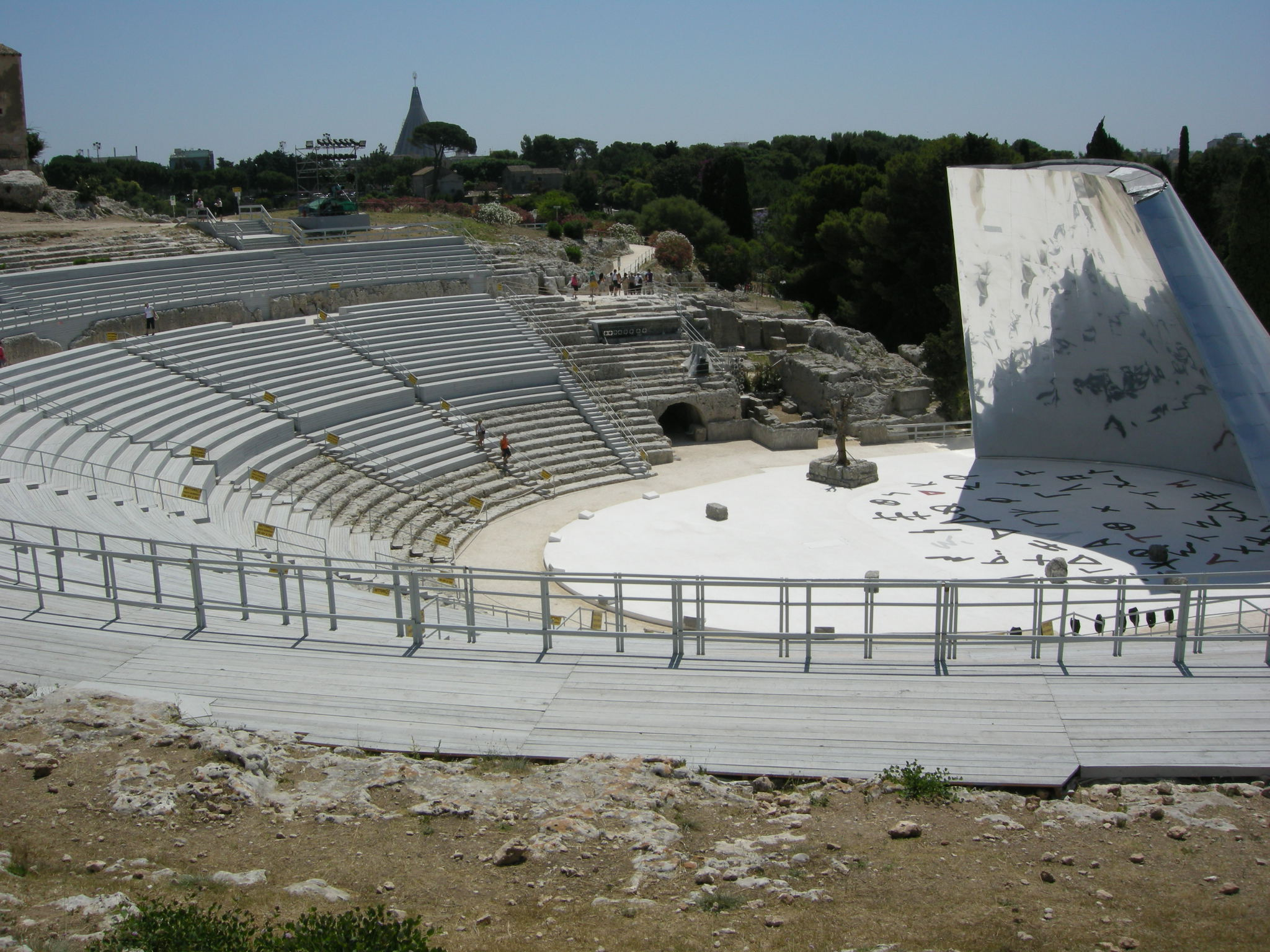
Грецький театр (Сіракузи), Сицилія
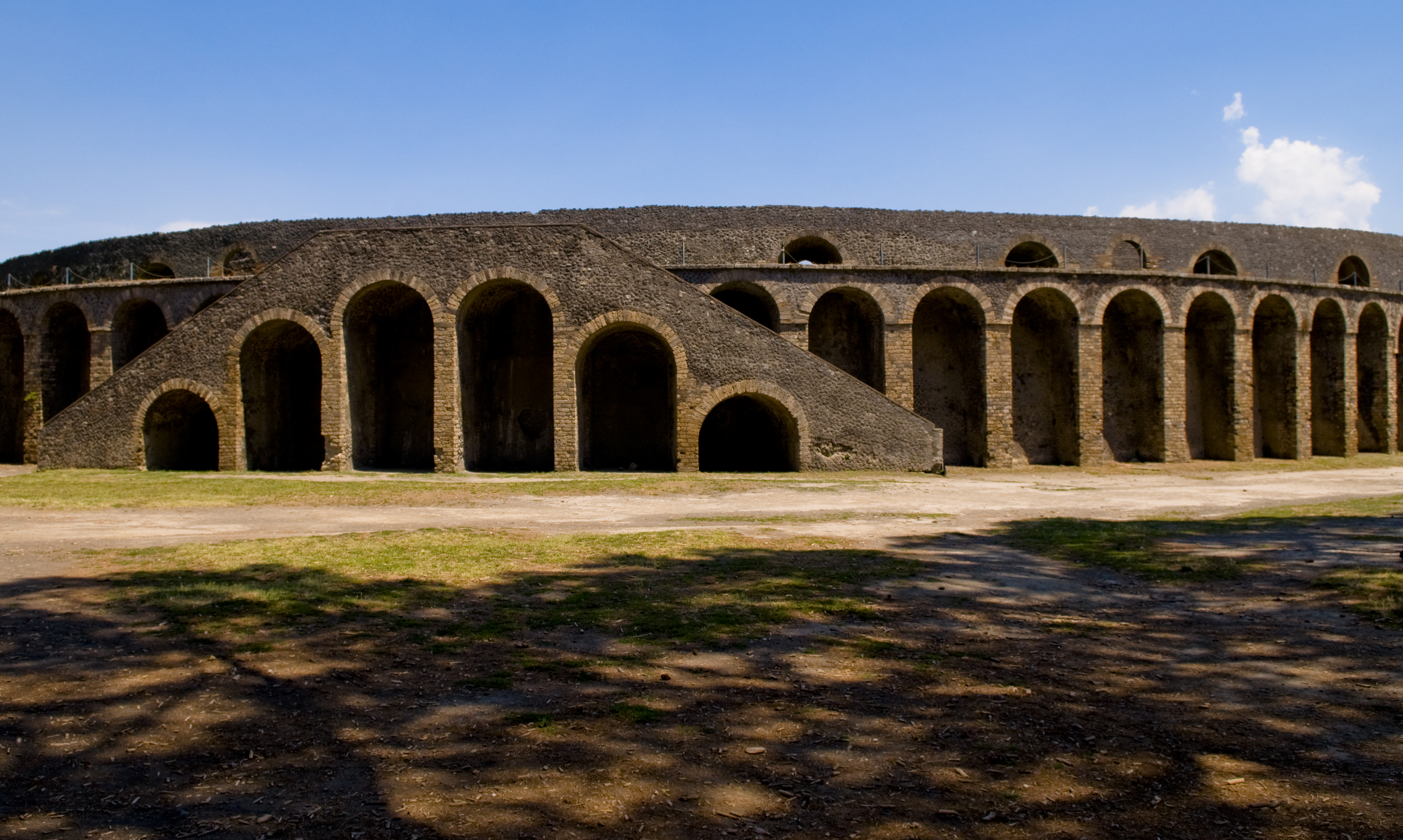
Амфітеатр у Помпея, наріжні сходи

## Іспанія

Римський амфітеатр (Таррагона)

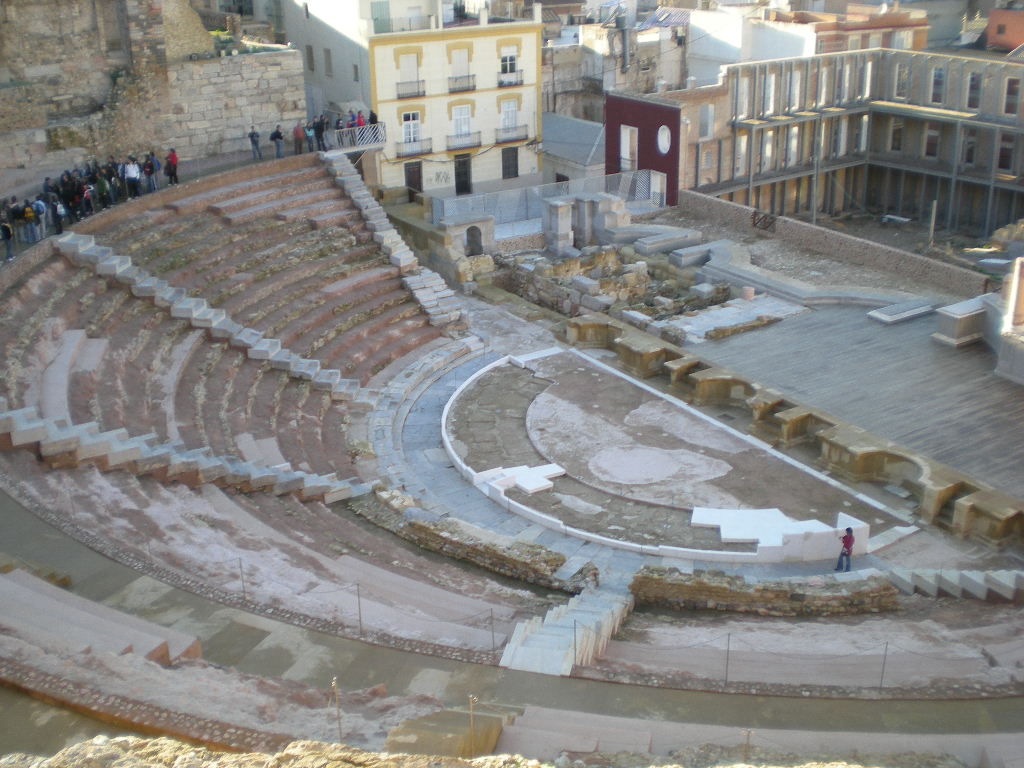
Римський театр (Картахена)

- Римський театр (Картахена)
- Римський театр у Мериді

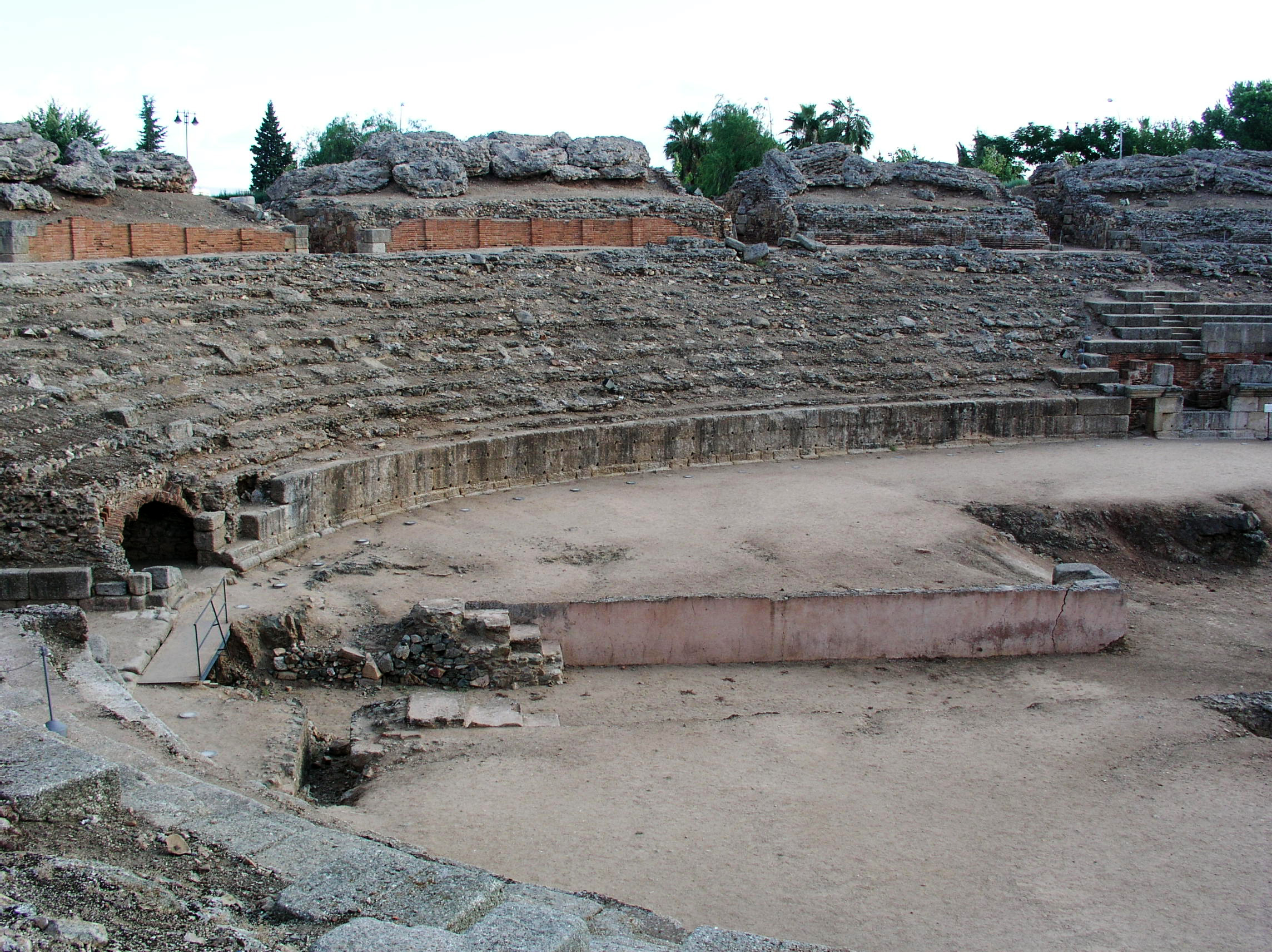
Римський амфітеатр (Мерида)
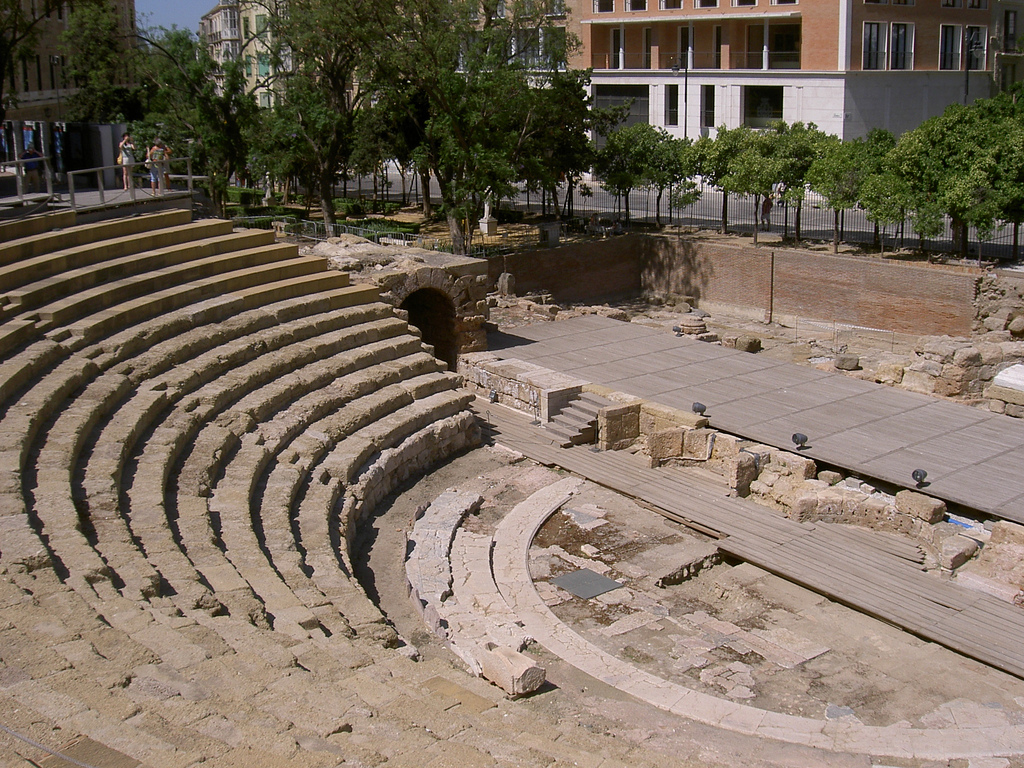
Римський амфітеатр (Малага)
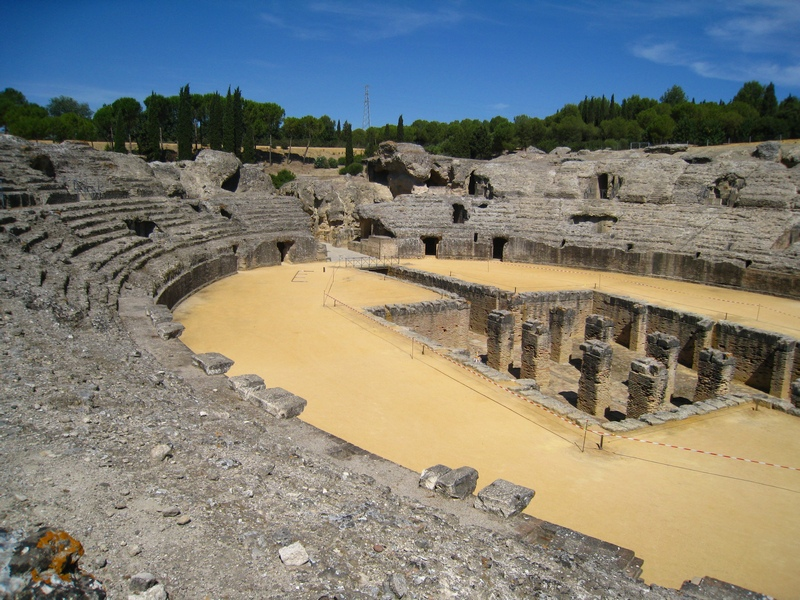
Амфітеатр (колишнє місто Італіка, Андалузія)
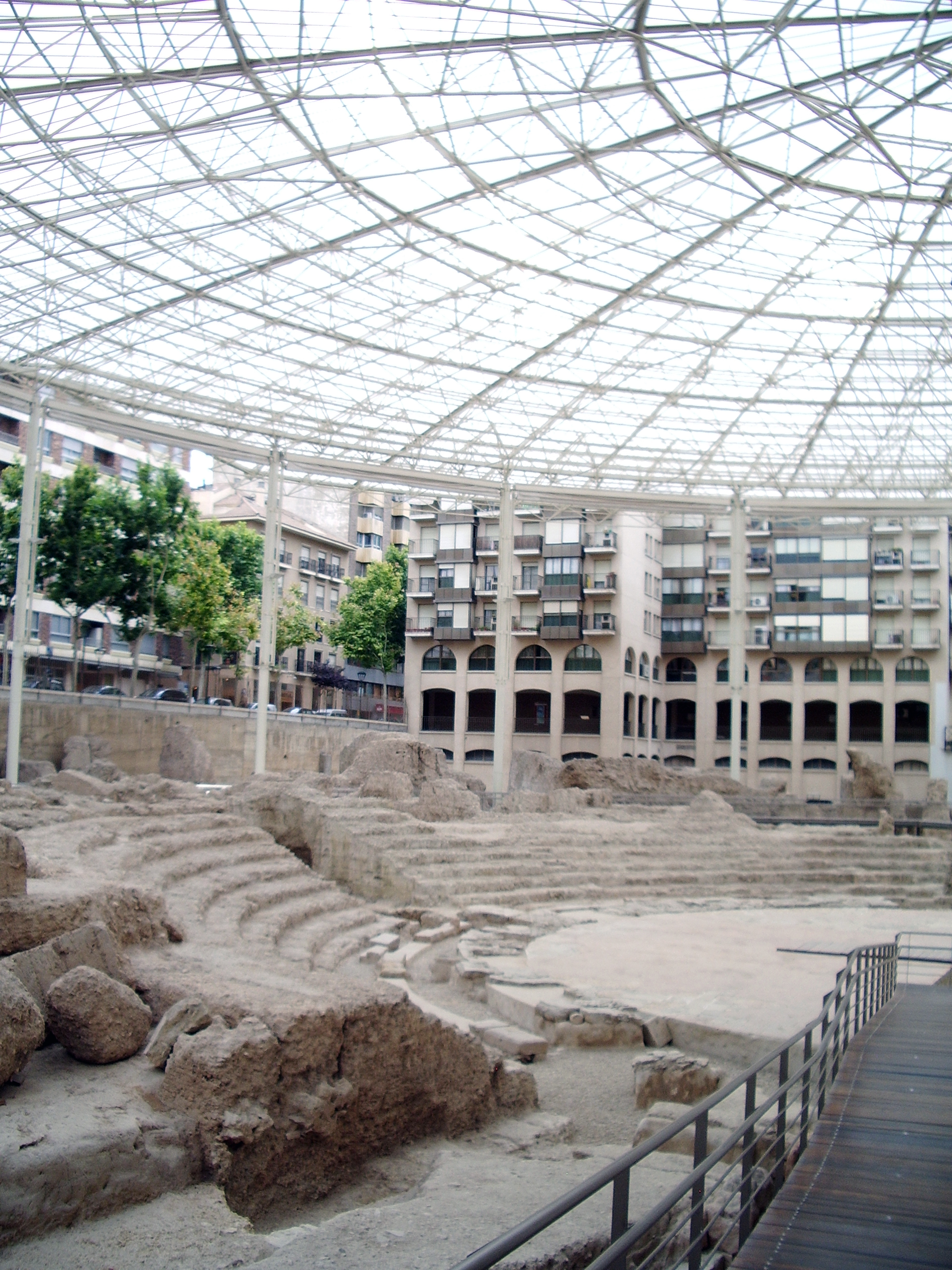
Римський театр, Цезарагауста(нині Сарагоса), музеєфіковані руїни

- Римський театр у Таррагоні
- Римський театр (Сарагоса)
- Амфітеатр (Італіка)
- Римський амфітеатр (Сегобріга)
- Капарра
- Луго
- Кармона
- Кордова

- Римський амфітеатр (Мерида)
- Римський амфітеатр (Малага)
- Амфітеатр (колишнє місто Італіка, Андалузія)
- Римський театр, Цезарагауста(нині Сарагоса), музеєфіковані руїни

## Йорданія
- Театр у Філадельфії (сучасне місто Амман)
- Одеон у Філадельфії
- Одеон у Пелі
- Північний театр Гераси
- Південний театр Гераси
- Театр у Біркетейні
- Іподром у Герасі
- Театр у Гадарі
- Театр у Капітоліді
- Театр у Петрі

## Острів Кіпр
- Римський театр у Пафосі

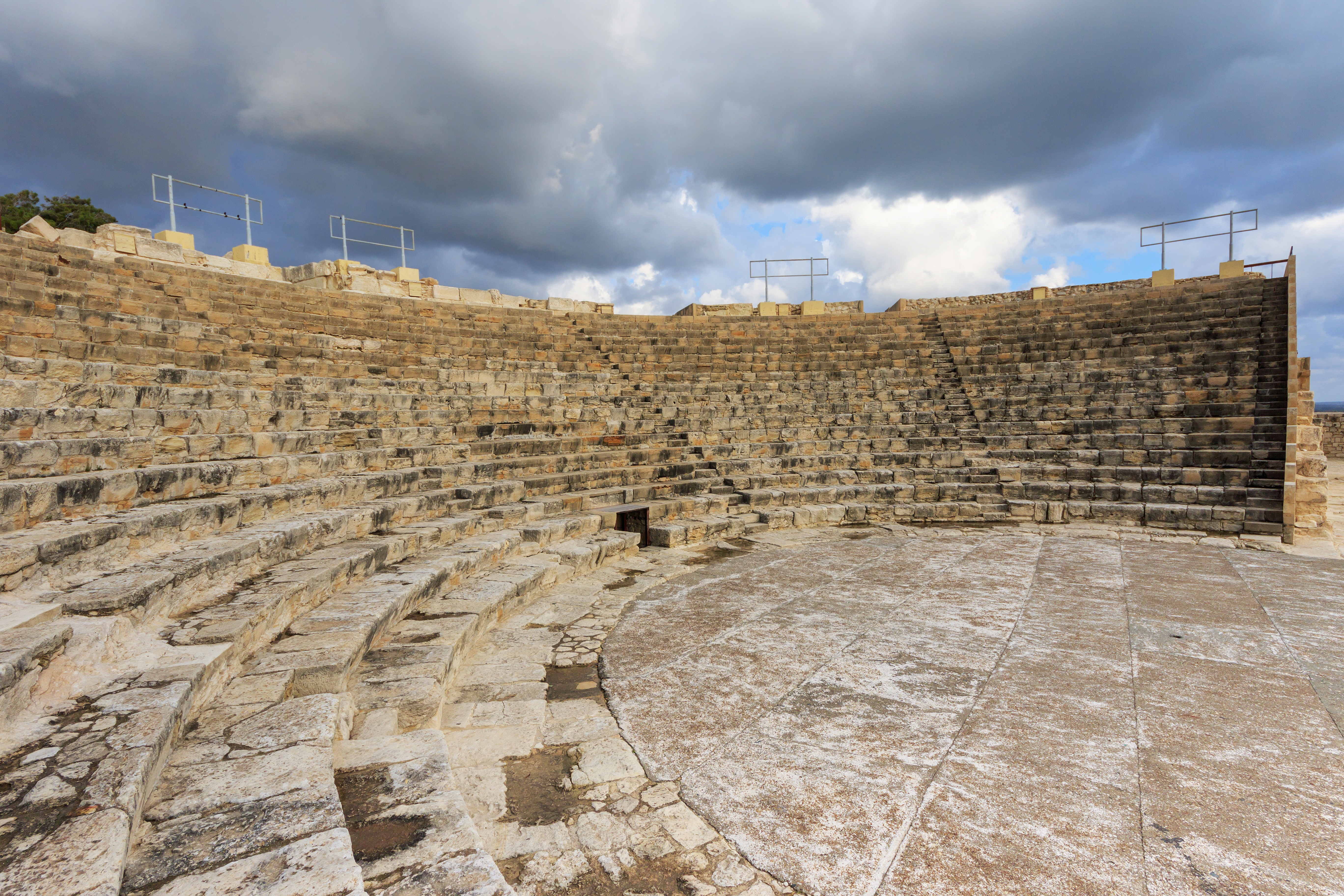
Римський театр, Куріон

- Римський театр у Куріоні (біля Лімасолу)

## Лівія
- Театр у Лептіс-Магні
- Амфітеатр у Лептіс-Магні
- Іподром у Лептіс-Магні
- Театр у Сабраті
- Амфітеатр у Сабраті

## Німеччина

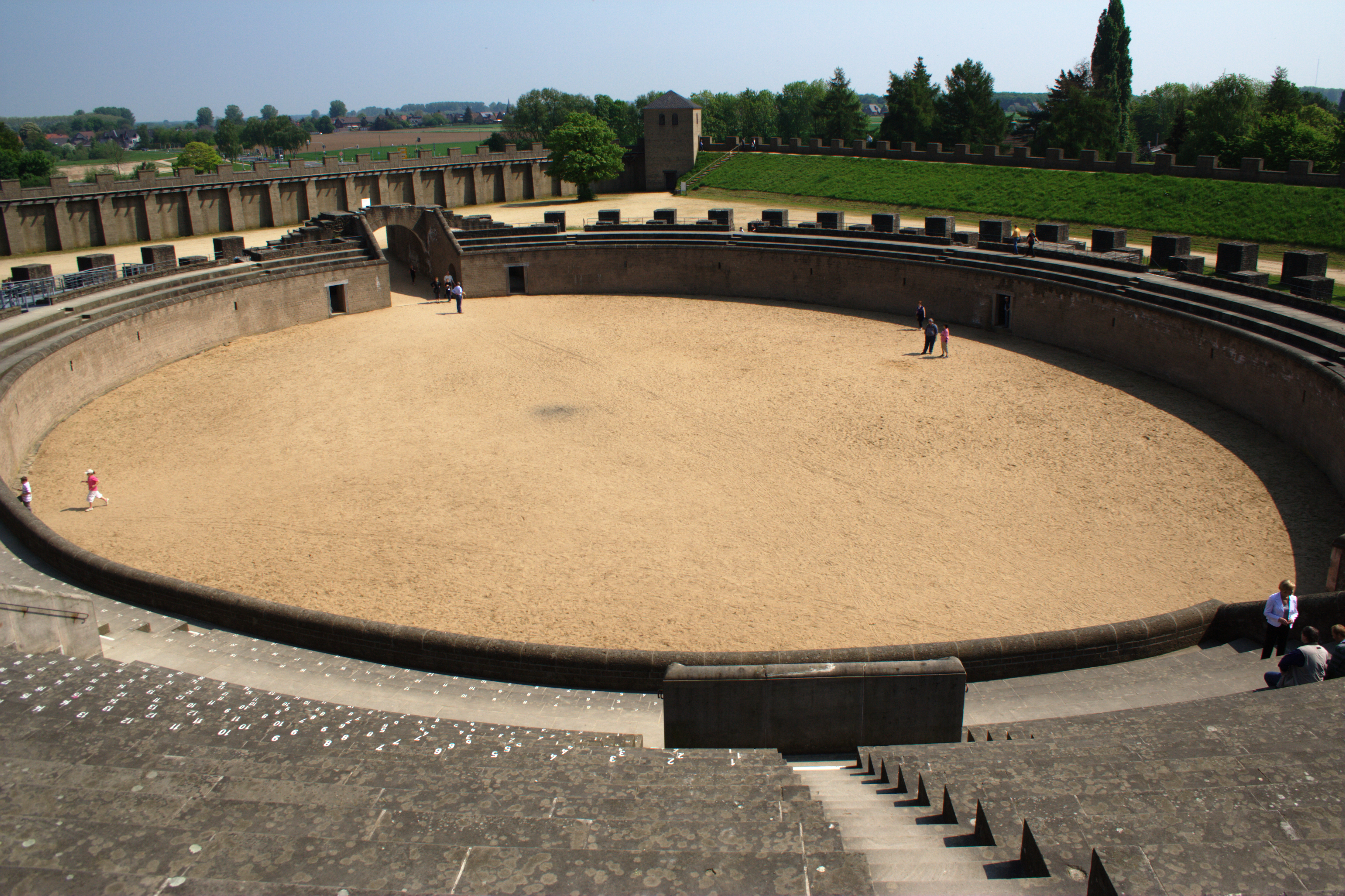
Ксантен, Археологічний парк, арена

- Амфітеатр у Трірі
- Ксантен, Археологічний парк, арена

## Португалія
- Бобадела
- Коїмбра

## Сирія

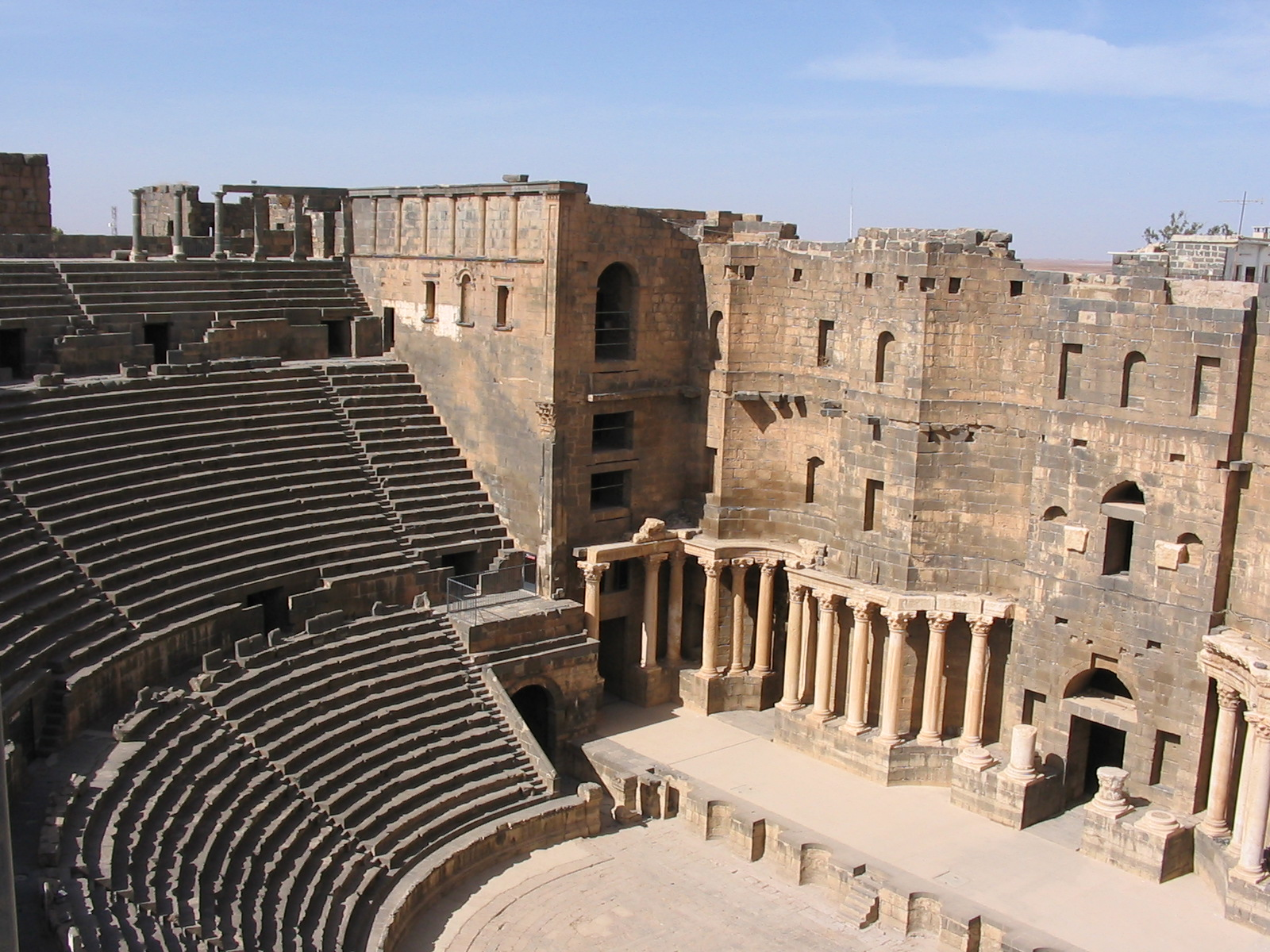
Давньоримський театр в Босрі, південь Сирії

- Римський театр у Босрі
- Римський театр у Пальмірі

## Туніс
- Амфітеатр у Тіздрусі (Ель-Джем)
- Театр у Карфагені
- Амфітеатр у Карфагені
- Амфітеатр в Утині
- Театр у Дуззі
- Театр у Булла-Регії
- Театр у Суфетулі (Сбейтла)

## Туреччина

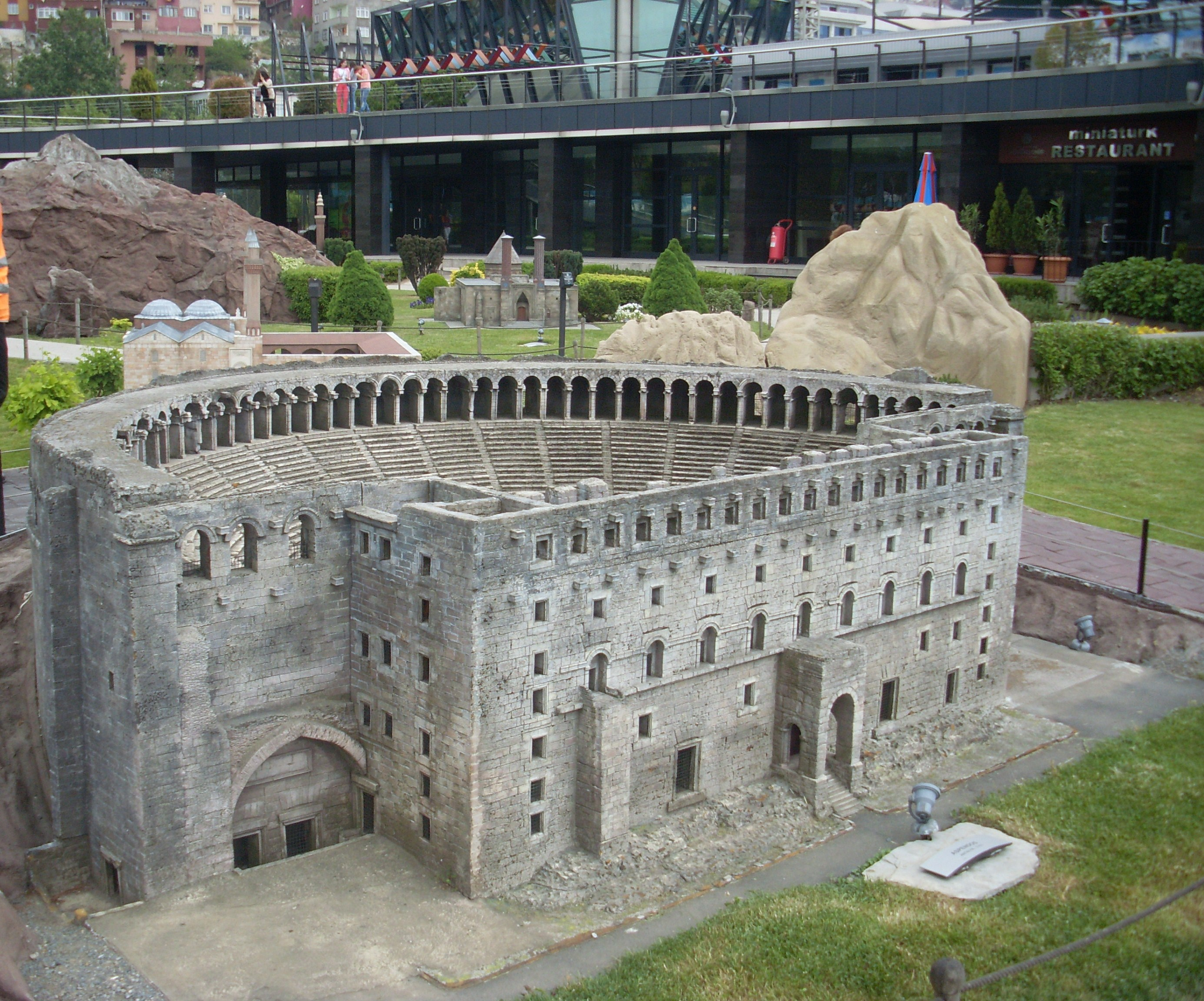
Архітектурна модель театру Аспендос, головний фасад.

- Римський театр в Аспенді (найкращий серед збережених)
- Театр у Перге
- Іподром у Перге
- Театр в Сіде
- Амфітеатр у Мастаурі[en]
- Театр у Термессі
- Театр у Сагалассі
- Театр у Кібірі
- Іподром у Кібірі
- Театр у Галікарнасі (Бодрум)
- Театр у Мілеті
- Театр в Ефесі (Ізмір)
- Одеон в Ефесі (Ізмір)
- Театр у Прієні
- Театр у Мілеті
- Театр в Ієраполісі (Памуккале)
- Два амфітеатри та іпподром у Лаодікеї
- Римський театр в Афродисії
- Одеон у Афродисії
- Іподром у Афродисії
- Одеон у Трої

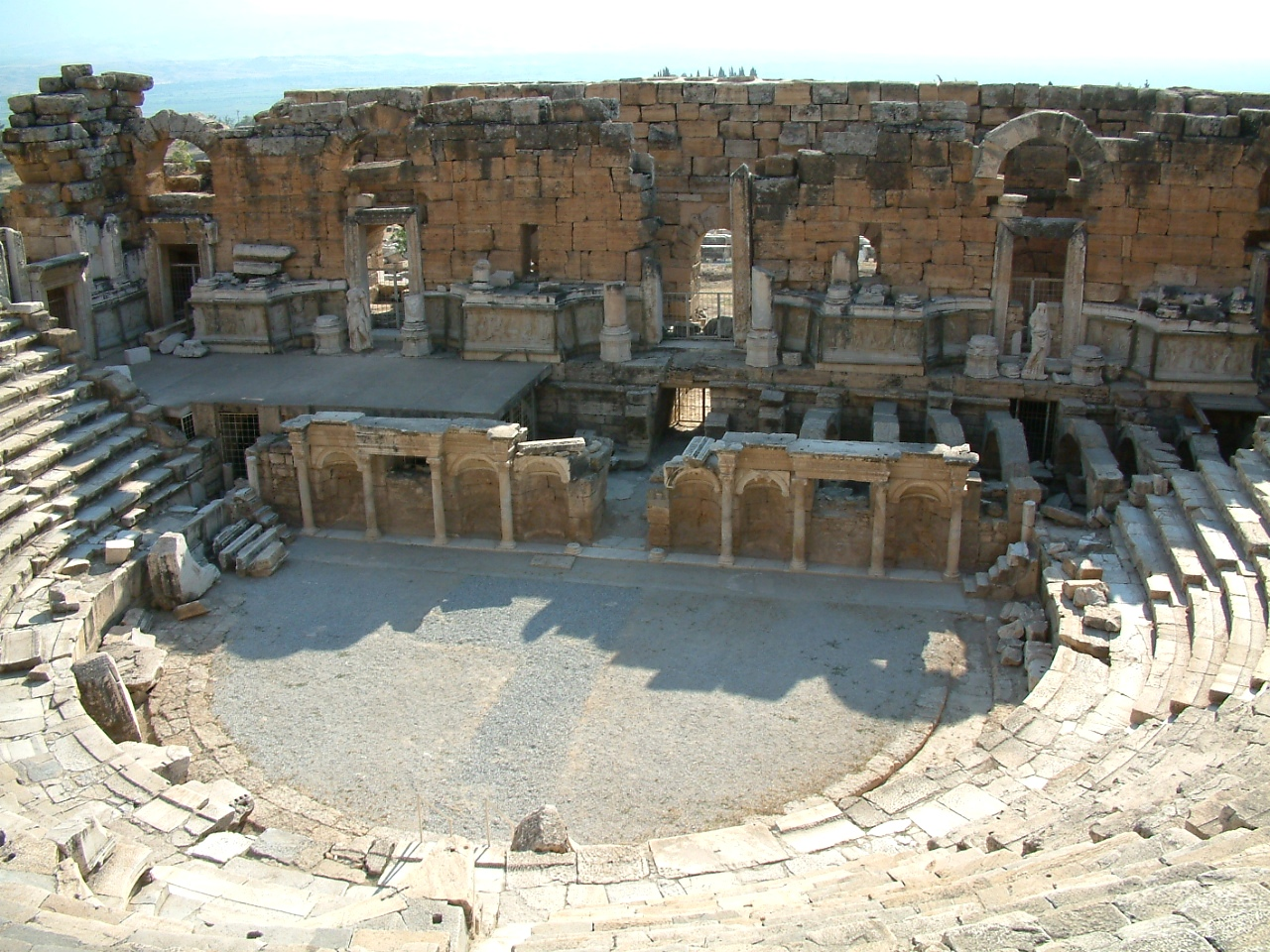
Давньоримський театр в Іераполісі, Туреччина, на 2005 рік.
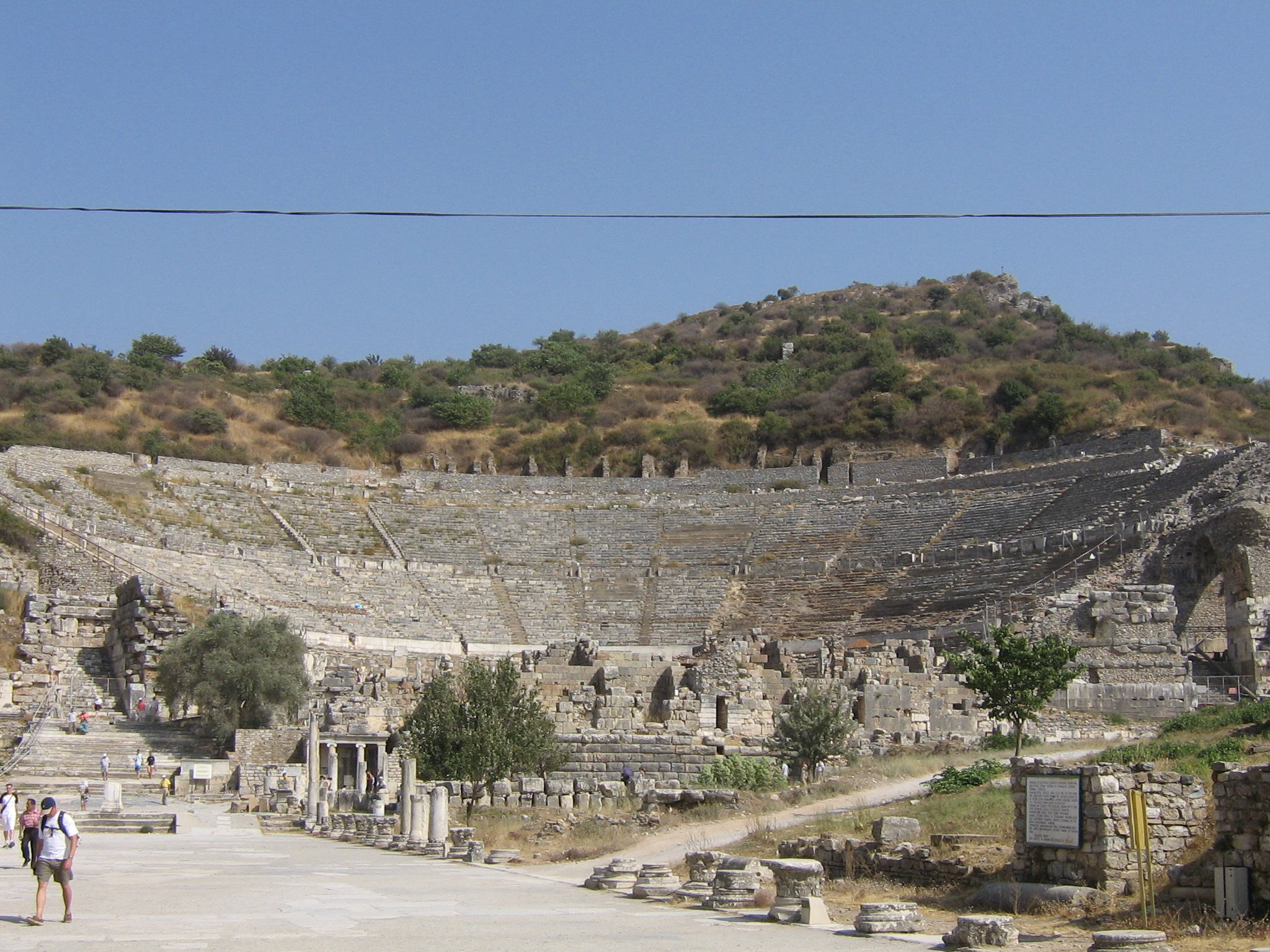
Театр в Ефесі, нині Ізмір.
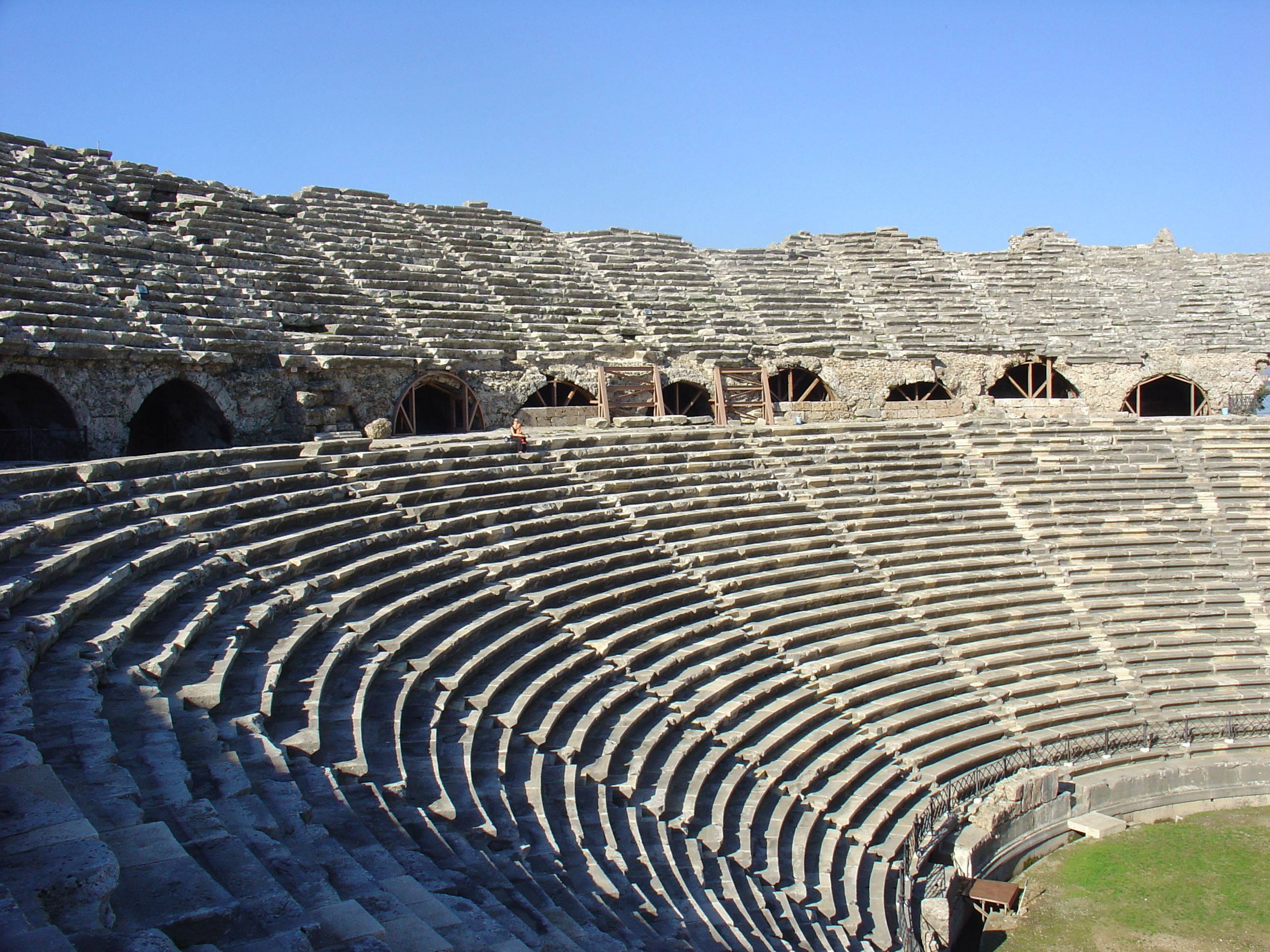
Театр в Сіде (Туреччина)
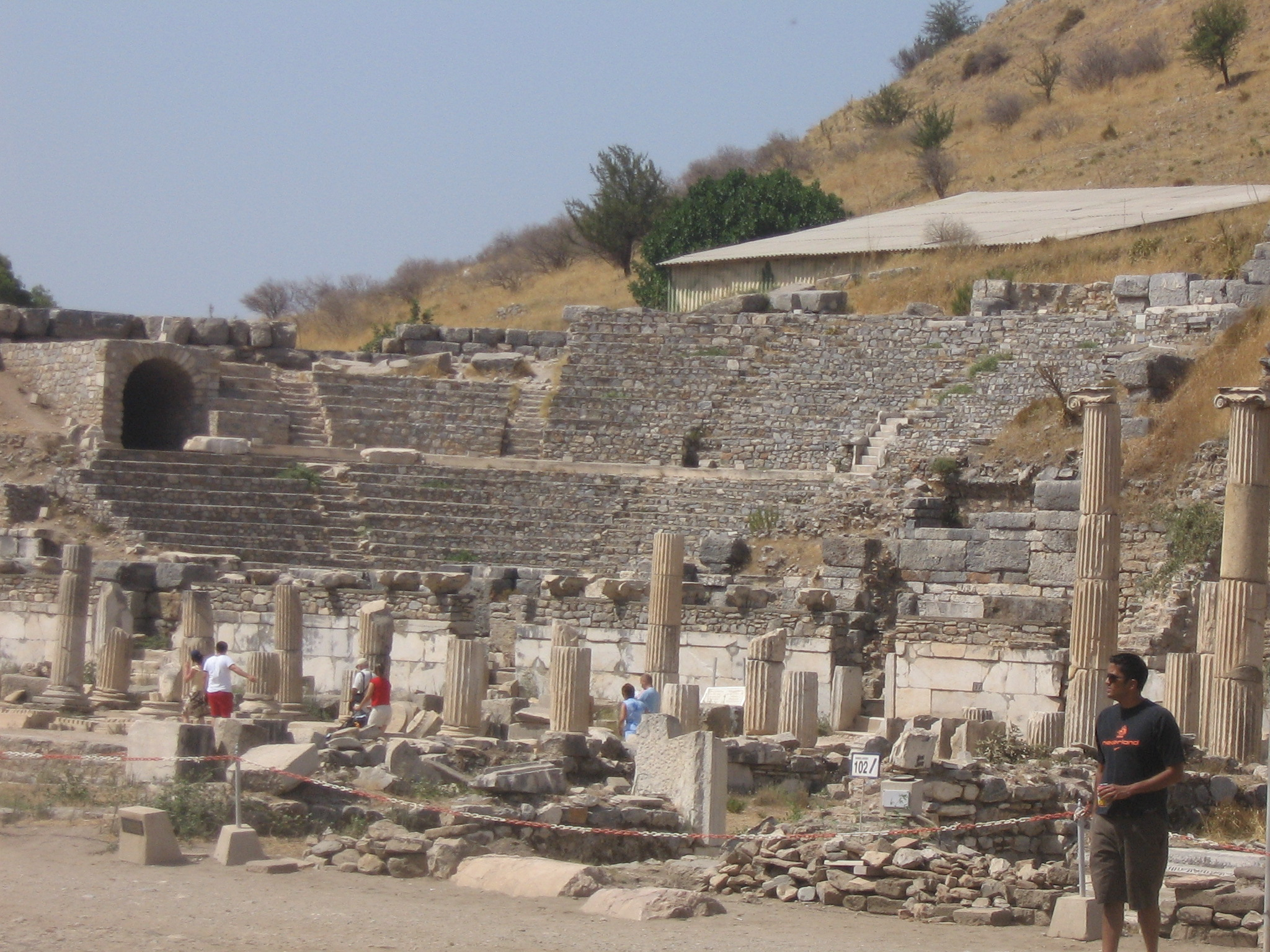
Одеон в Ефесі, нині Ізмір.

## Франція

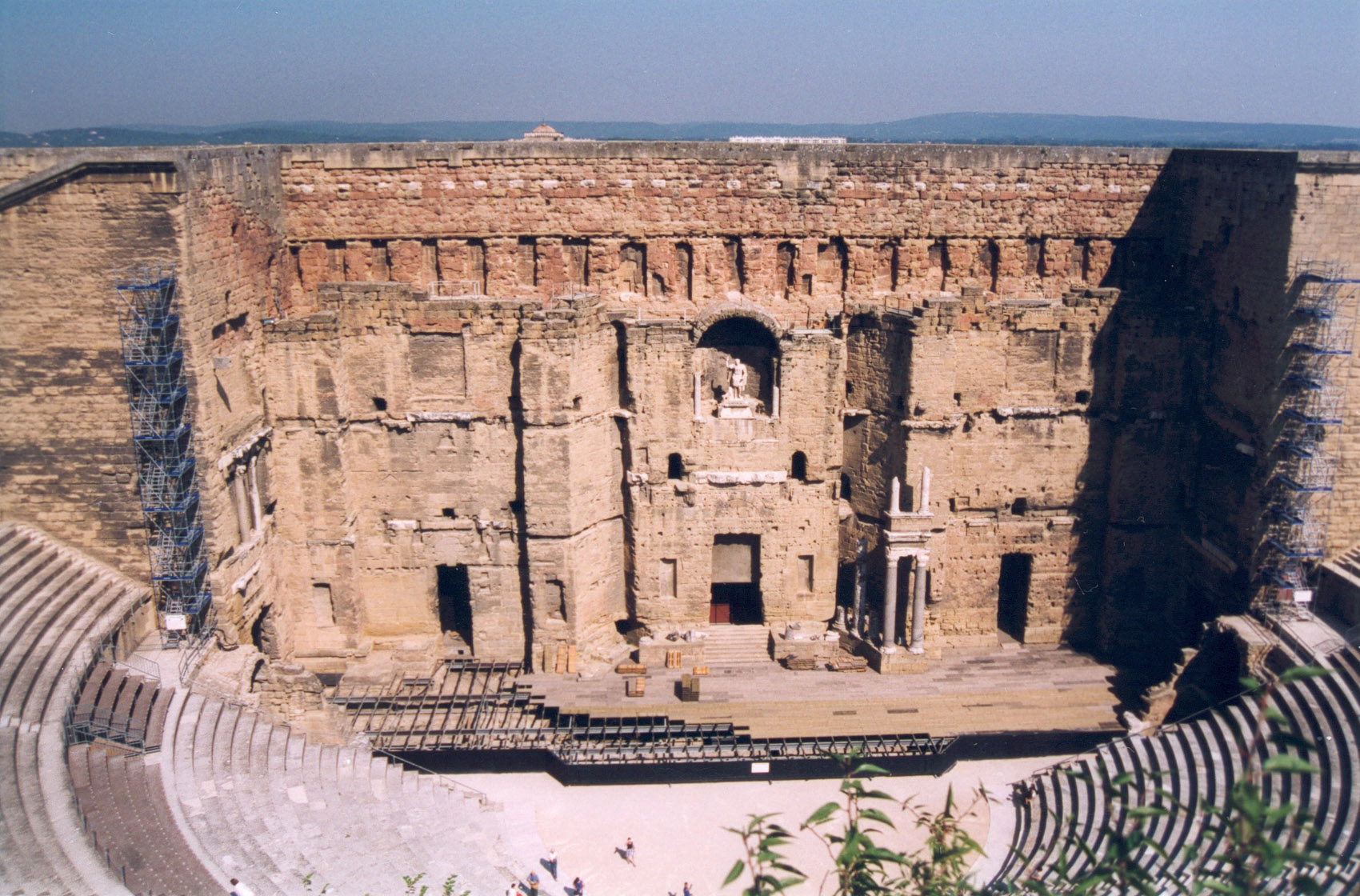
Вигляд сцени в римському театрі міста Араузіон (нині місто Оранж) станом на 2005 рік

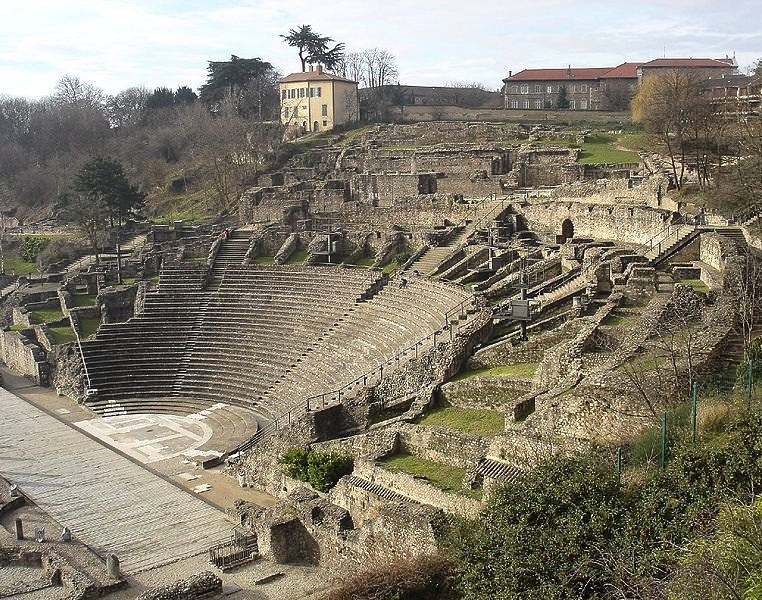
Амфітеатр (м. Ліон)

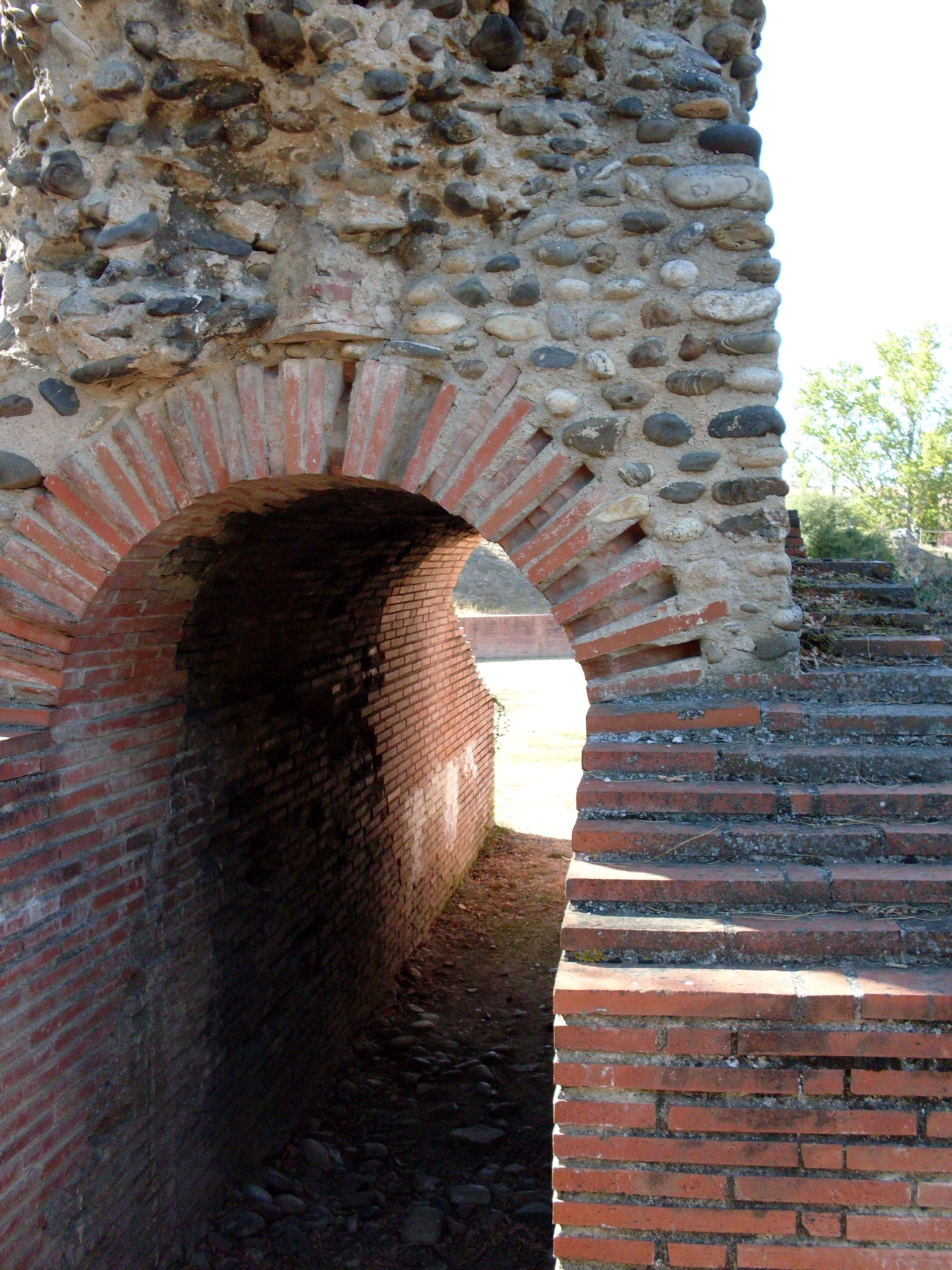
Амфітеатр (Тулуза)
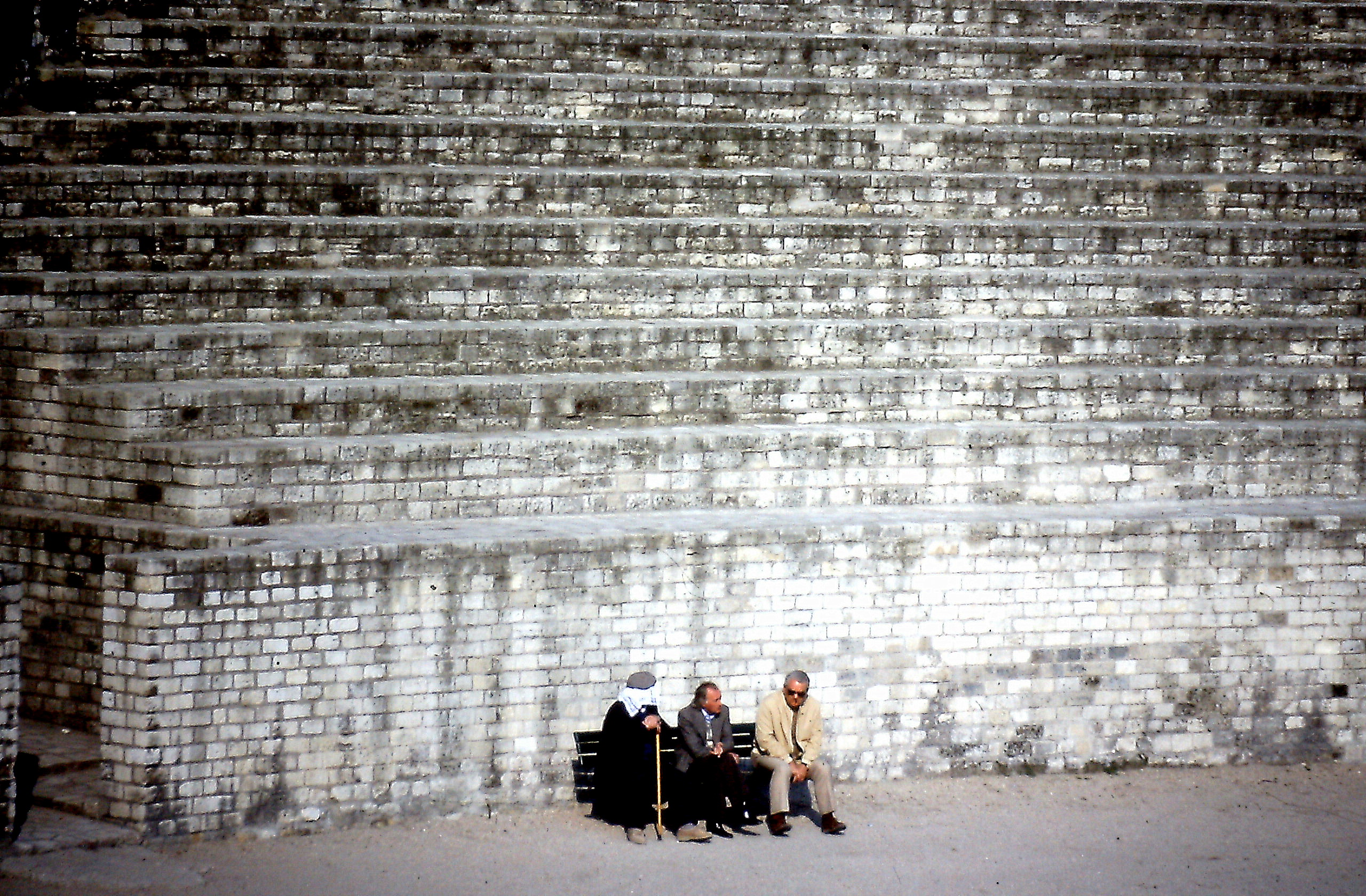
Арени Лютеції (Париж)
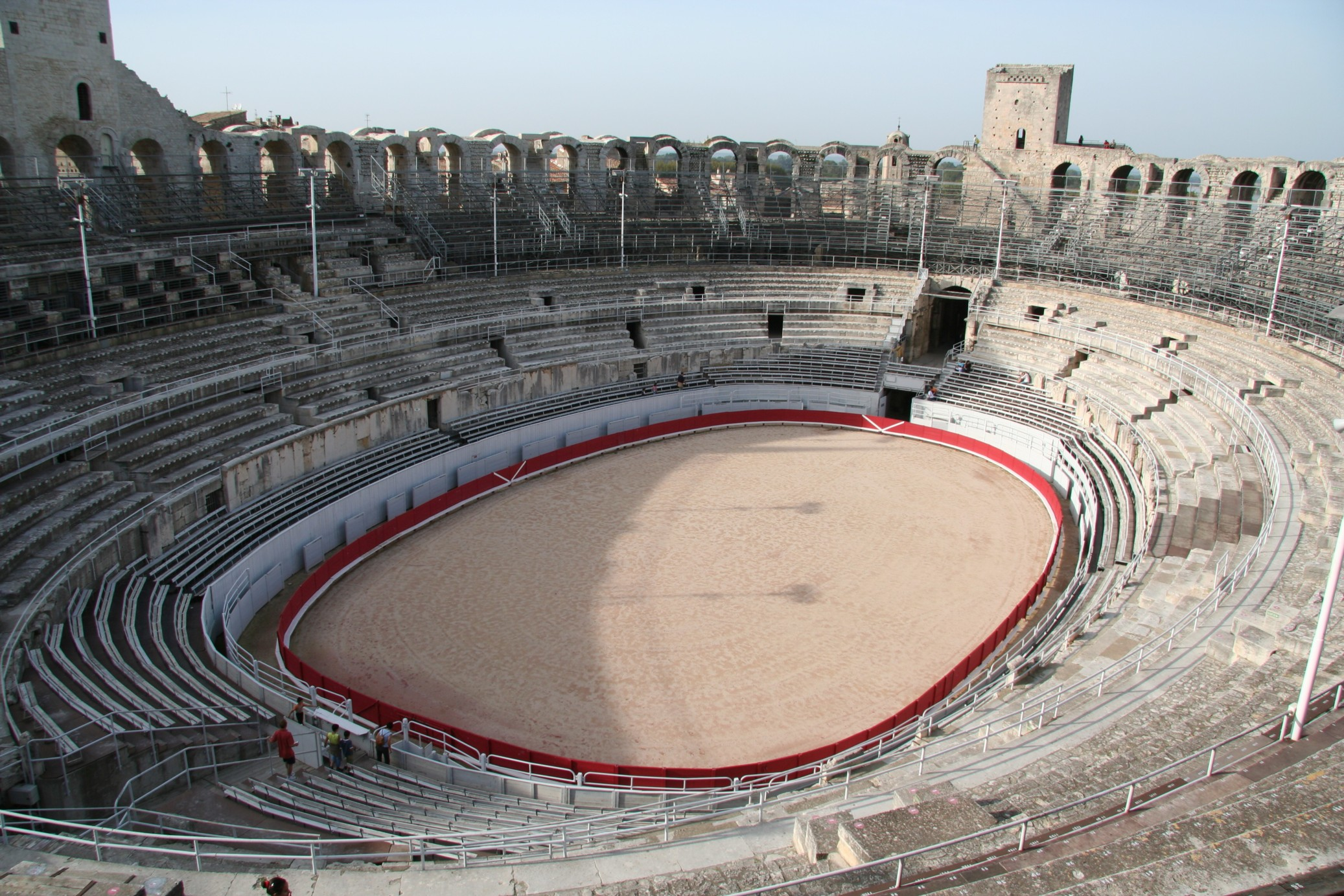
Арена, Арль
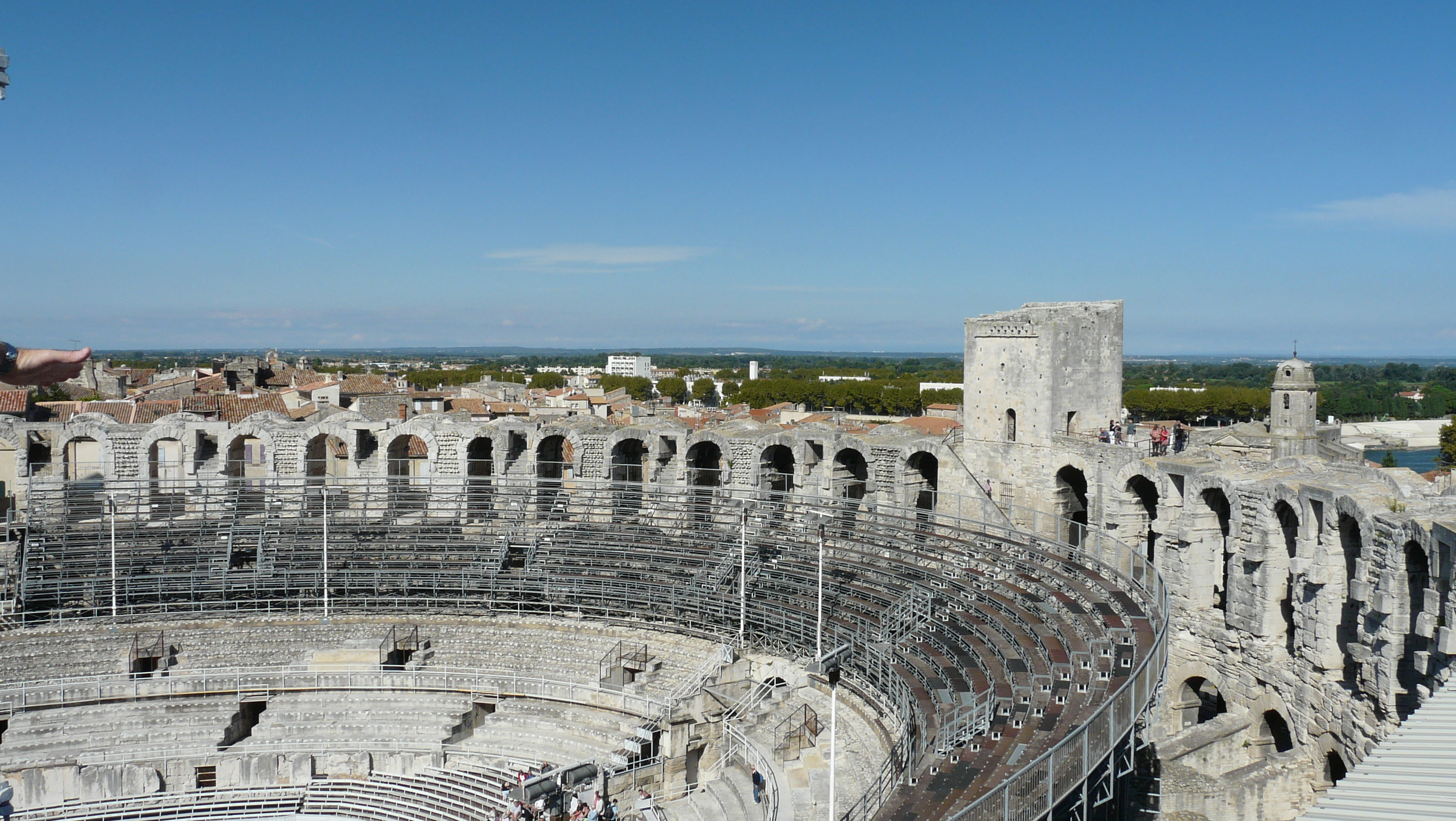
Амфітеатр в Арлі з надбудовою сучасних трибун
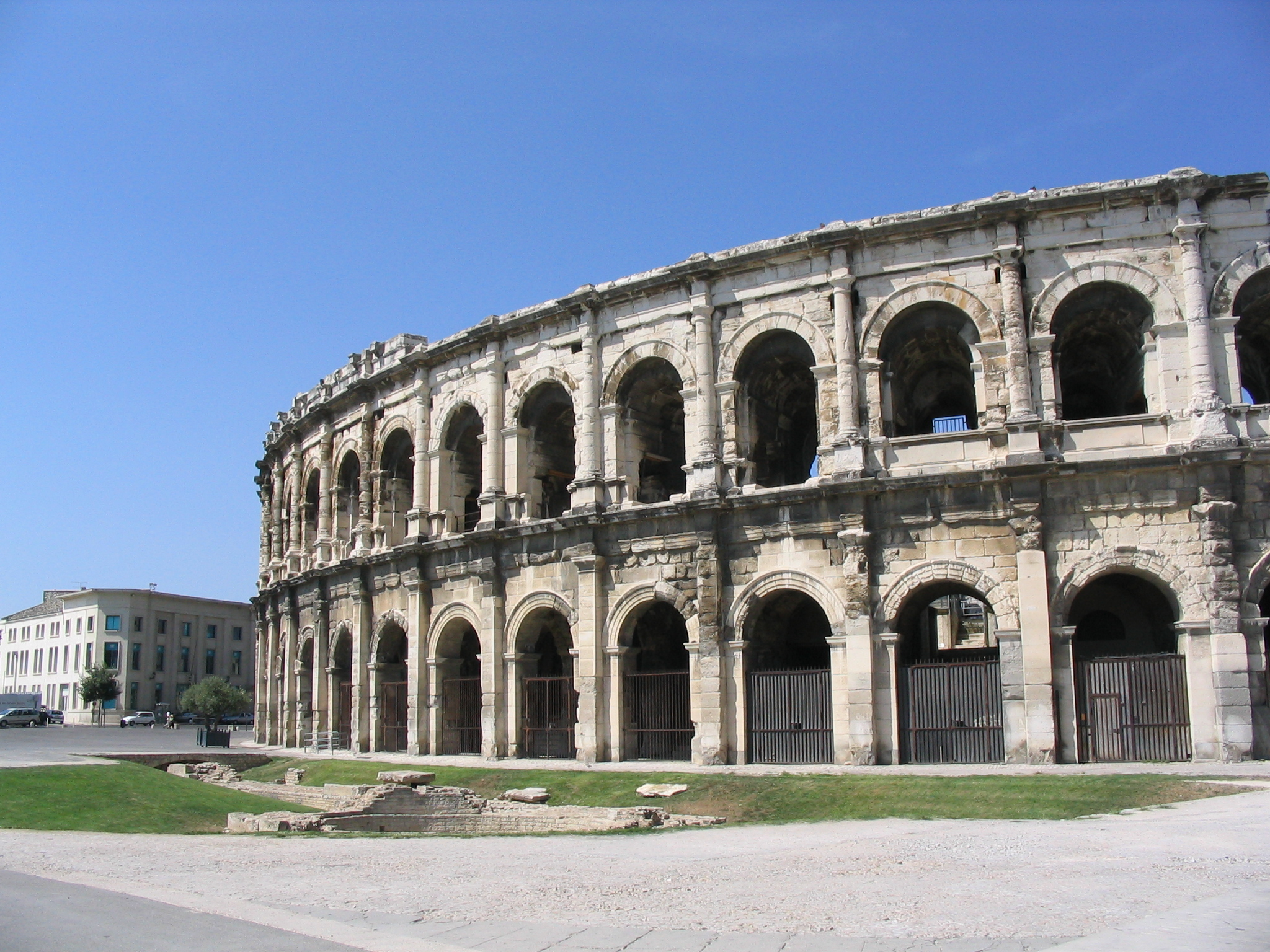
місто Нім, Амфітеатр

- Амфітеатр у Арлі
- Амфітеатр у Німі
- Театр в Арузіоні (Оранж)
- Амфітеатр (Сент)
- Амфітеатр у Бордо
- Амфітеатр (Ліон)

- Амфітеатр (Тулуза)
- Арени Лютеції (Париж)
- Арена, Арль
- Амфітеатр в Арлі з надбудовою сучасних трибун
- місто Нім, Амфітеатр

## Угорщина
- Військовий амфітеатр у Аквінкумі (Будапешт)
- Цивільний амфітеатр у Аквінкумі (Будапешт)

## Україна

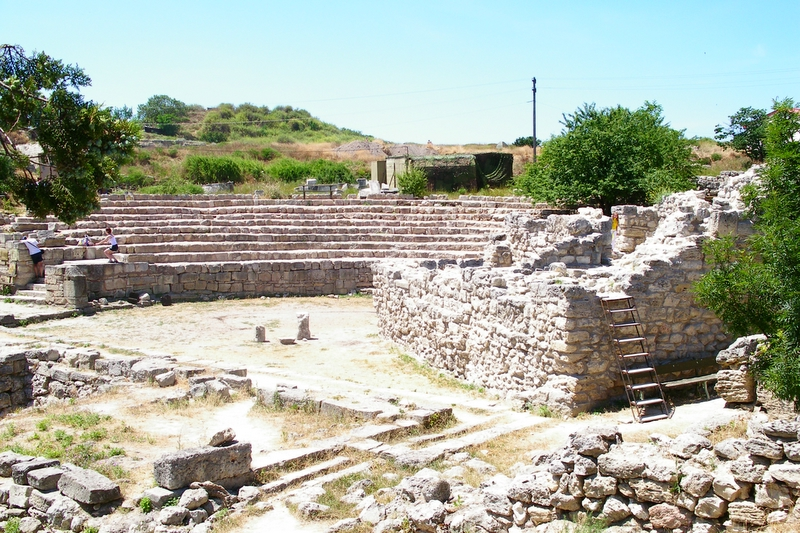
Руїни античного амфітеатру в Херсонесі, на 2005 р.

- Театр у Херсонесі Таврійському (Севастополь)

## Хорватія

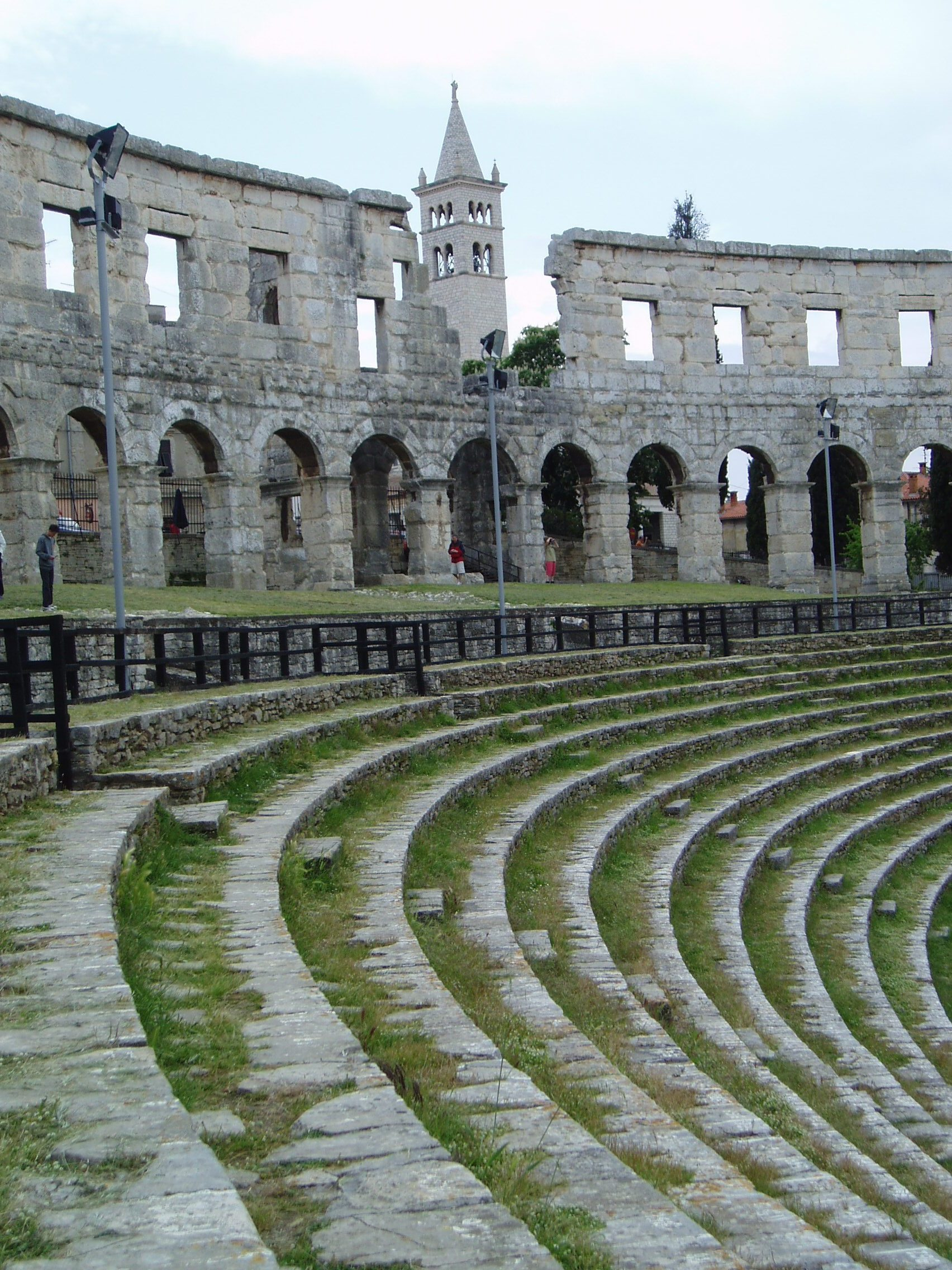
Амфітеатр, місто Пула, 2005 рік

- Амфітеатр у Пулі